# Tour de France 1998
Le Tour de France 1998 est la 85e édition du Tour de France cycliste. Il commence à Dublin, en Irlande, le 11 juillet et se termine à Paris le 2 août 1998, après 21 étapes pour 3 875 km. Cette date inhabituelle est due à la concurrence de la Coupe du monde de football 1998 organisée en France. Il est remporté par l'Italien Marco Pantani, devant l'Allemand Jan Ullrich et l'Américain Bobby Julich. Ce Tour de France est marqué par plusieurs affaires de dopage, dont l'affaire Festina, qui entraînent l'exclusion ou le départ de plusieurs équipes.

## Présentation

### Parcours
Le grand départ du Tour a lieu à Dublin, en Irlande : il s'agit du treizième départ à l'étranger depuis la création de l'épreuve en 1903, et du premier depuis une île. La Coupe du monde de football 1998 étant organisée en France, le départ du Tour est décalé pour des raisons d'attention médiatique et de maintien de la sécurité : il s'effectue donc plus tard que lors des éditions précédentes, le 11 juillet.
Les premières négociations à propos d'un éventuel grand départ en Irlande remontent au mois d'octobre 1996, le gouvernement irlandais ayant réuni une somme de 2 millions de livres irlandaises pour assurer le financement de l'évènement. L'accord est officialisé au mois d'avril 1997 et les autorités du pays espèrent alors des retombées importantes pour l'économie locale, à hauteur de 30 millions de livres irlandaises.
Le parcours est dévoilé le 23 octobre 1997, lors de la présentation officielle au Palais des congrès de Paris. L'ensemble du tracé comporte 3 875 km répartis en 21 étapes, dont un prologue et deux contre-la-montre. Un seul jour de repos est prévu dans le département de l'Ariège. Avec 248 km, la 4e étape entre Plouay et Cholet est la plus longue de cette édition, tandis que la dernière étape entre Melun et Paris, est l'étape en ligne la plus courte. L'arrivée finale est jugée sur l'avenue des Champs-Élysées,. Plusieurs villes accueillent une étape pour la première fois, à savoir Dublin, Enniscorthy, Cork, Plouay, Châteauroux, Meyrignac-l'Église, Corrèze, Montauban, Tarascon-sur-Ariège, Le Cap d'Agde, Frontignan, Vizille, Albertville, Neuchâtel, La Chaux-de-Fonds, Autun, Le Creusot et Montceau-les-Mines. Le Tour comporte également deux arrivées en altitude inédites au Plateau de Beille et aux Deux Alpes. Le col du Galibier, à 2 642 mètres d'altitude, est le plus haut sommet du parcours.
Comme à son habitude, le Tour commence par un prologue, entièrement tracé dans le centre historique de Dublin. L'Irlande accueille également les deux premières étapes, avant le retour en France des coureurs. Le parcours rend hommage à Stephen Roche et Sean Kelly, deux anciens champions cyclistes irlandais impliqués dans l'organisation : ainsi, le départ réel de la première étape est donné depuis le village natal de Stephen Roche, tandis que la deuxième étape traverse Carrick-on-Suir, la commune de résidence de Sean Kelly,. Seamus Elliott, premier Irlandais vainqueur d'étape et porteur du maillot jaune sur le Tour de France 1963, est également mis à l'honneur par les organisateurs de l'épreuve qui déposent une gerbe sur sa tombe à la veille du grand départ,.
Le retour en France s'effectue en avion pour les coureurs, et en bateau, à bord du navire Koningen Beatrix pour les véhicules et l'équipement. Depuis Roscoff en Bretagne, le parcours se dirige ensuite vers la région Centre et le Limousin. Deux étapes de transition conduisent ensuite les coureurs vers Pau, point de départ d'une traversée des Pyrénées en deux étapes. Après la journée de repos, trois étapes de transition conduisent le peloton vers les Alpes, où trois étapes de montagne sont organisées. Le Tour fait ensuite étape en Suisse, avant une transition vers la Bourgogne, où se déroule le contre-la-montre à la veille de l'arrivée finale.

### Équipes sélectionnées et coureurs engagés
La société organisatrice du Tour de France, Amaury Sport Organisation, réduit le nombre d'équipes participantes de 22 à 21 pour cette édition, dans l'espoir de limiter le nombre de chutes survenues la première semaine lors des précédentes éditions. La liste des seize premières équipes qualifiées sur la base du classement UCI au 1er janvier 1998 est annoncée en février. Il s'agit des équipes Festina, La Française des Jeux, Gan, Casino, Mapei, Saeco, Mercatone Uno, Polti, ONCE, Banesto, Kelme, TVM, Rabobank, Telekom, Lotto, et US Postal. En juin, à l'issue du Tour d'Italie et du Critérium du Dauphiné libéré, quatre wild-cards sont attribuées aux équipes Asics-CGA, Riso Scotti, Vitalicio Seguros et Cofidis. La formation BigMat-Auber 93 bénéficie quant à elle d'une invitation spéciale.
Chaque équipe étant composée de neuf coureurs, c'est donc un total de 189 participants qui s'élancent de Dublin le 11 juillet. La présentation des équipes est organisée la veille devant la porte d'entrée du Trinity College.
L'Italie est la nation la mieux représentée avec 51 coureurs engagés. Elle devance la France, qui compte 38 représentants, et l'Espagne, avec 29 engagés. Jörg Jaksche, membre de l'équipe Polti, est le plus jeune coureur au départ, âgé de 21 ans et 353 jours, tandis que le plus vieux est Massimo Podenzana, de la formation Mercatone Uno, âgé de 36 ans et 347 jours à la date du prologue. Par ailleurs, 51 coureurs disputent leur premier Tour de France.

### Principaux favoris

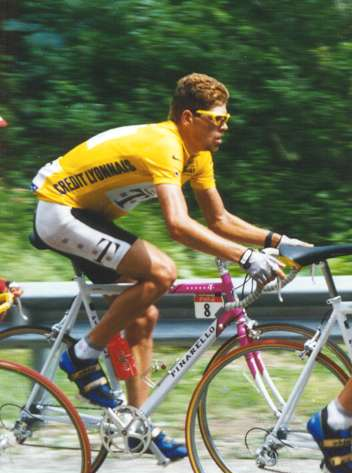
Jan Ullrich entend rééditer sa performance du Tour de France 1997.

Tenant du titre, l'Allemand Jan Ullrich suscite les interrogations des suiveurs après un début de saison peu convaincant doublé d'une importante prise de poids. Depuis sa victoire dans la Grande Boucle, le champion allemand a peu couru et ses différentes apparitions n'ont pas rassuré sur son état de forme : après avoir abandonné Tirreno-Adriatico dès la première étape, il  a terminé la Semaine catalane à 48 minutes du vainqueur. Au départ de Dublin, le vainqueur sortant se dit néanmoins affûté et prêt à rééditer sa performance de l'année précédente. Son coéquipier Bjarne Riis, premier coureur danois vainqueur du Tour en 1996, affirme quant à lui ses propres ambitions et déclare vouloir disputer la victoire finale.
Le Français Richard Virenque et l'Italien Marco Pantani, respectivement deuxième et troisième du dernier Tour de France, figurent parmi les principaux favoris de l'épreuve, bien qu'ils déplorent tous deux le tracé qu'ils jugent trop peu montagneux,. Une interrogation subsiste également quant à la forme du grimpeur italien, qui vient de remporter le Tour d'Italie. De son côté, Richard Virenque nourrit de grandes ambitions et peut compter sur de solides équipiers. Sa formation Festina domine alors le classement mondial et se présente avec deux leaders : le Suisse Alex Zülle, deuxième du Tour de France 1995 et double vainqueur du Tour d'Espagne, a rejoint l'équipe en début de saison et semble plus avantagé que Virenque par le parcours qui propose deux longs contre-la-montre,. Virenque et Zülle sont notamment épaulés par le grimpeur suisse Laurent Dufaux, quatrième du Tour 1996 et neuvième l'année suivante, et le champion du monde Laurent Brochard.
Champion de France en titre, champion du monde du contre-la-montre et vainqueur de la Classique des Alpes, Laurent Jalabert annonce son objectif de monter sur le podium final du Tour, malgré deux dernières éditions décevantes,. L'Espagnol Abraham Olano, successeur de Miguel Indurain au sein de la formation Banesto, est lui aussi cité régulièrement parmi les prétendants à la victoire.

## Déroulement de la course

### Grand départ en Irlande

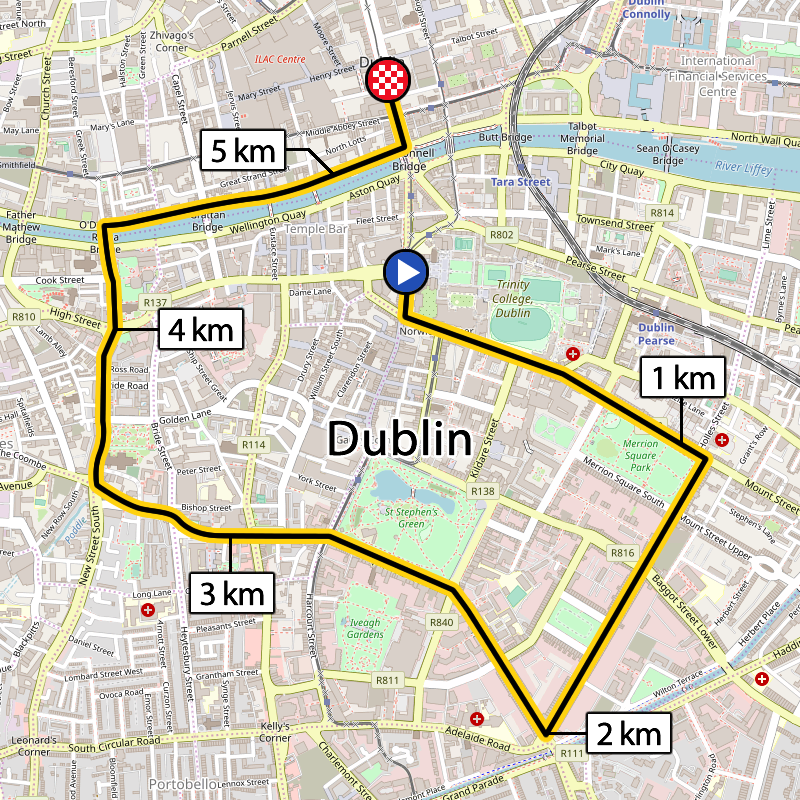
La carte du prologue à Dublin.

Grand favori du prologue, le coureur britannique Chris Boardman, déjà vainqueur en 1994 et 1997, l'emporte en couvrant les 5,6 km du parcours à une moyenne supérieure à 54 km/h. Les principaux favoris du Tour réalisent un bon temps : Abraham Olano se classe deuxième à 4 secondes de Boardman, devant Laurent Jalabert, Bobby Julich, Christophe Moreau et Jan Ullrich, tous à 5 secondes,. Seul Marco Pantani, qui n'est pas spécialiste de ce type d'épreuve, accuse un retard important : il concède 48 secondes au vainqueur et se classe au 181e rang du prologue. Le Tour rencontre un immense succès populaire : selon la police irlandaise, entre 80 000 et 100 000 spectateurs sont massés sur les routes de ce prologue.
Les deux premières étapes tracées sur le sol irlandais sont marquées par de nombreuses chutes. Lors de la 1re étape, le sprinteur italien Mario Cipollini, que rêvait de revêtir le maillot jaune par le biais des bonifications, comme il l'avait fait l'année précédente, est victime d'une chute provoquée par l'un de ses coéquipiers à 8 km de l'arrivée. Malgré la longue échappée animée par Jacky Durand, le peloton n'a aucun mal à contrôler la course et c'est le sprinteur belge Tom Steels qui remporte sa première victoire d'étape dans le Tour de France.

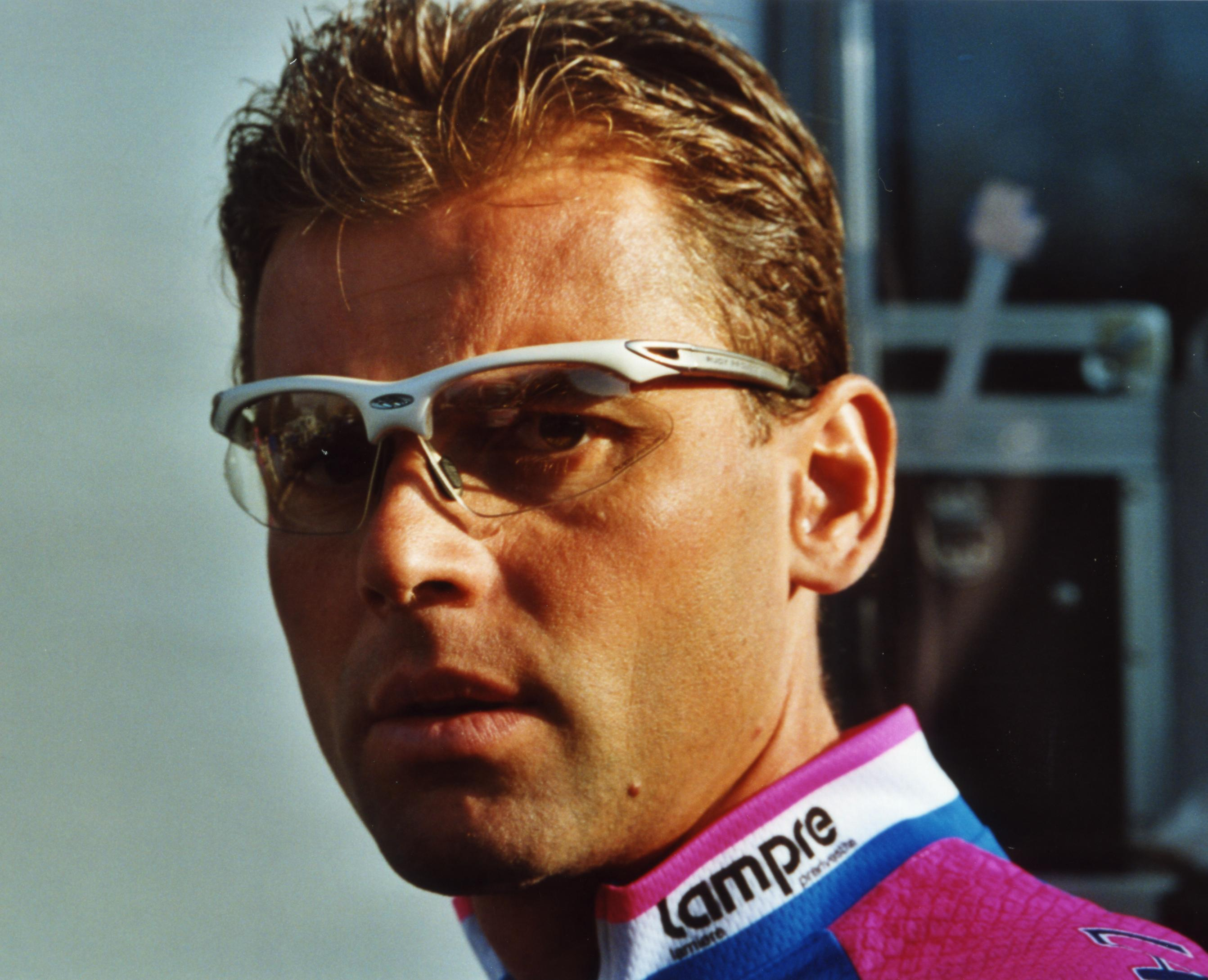
Ján Svorada (ici en 2001) remporte la 2e étape.

Le lendemain, la deuxième étape est fatale au leader de la course Chris Boardman : victime d'une chute à 50 km de l'arrivée, il est contraint à l'abandon, pour la quatrième fois depuis ses débuts dans l'épreuve en 1994. De nombreux incidents émaillent la course : Federico De Beni, de l'équipe Riso Scotti, percute une jeune spectatrice de 11 ans qui est évacuée vers l'hôpital et placée dans un coma artificiel. Le coureur poursuit la course mais il abandonnera deux jours plus tard. Enfin, à 7 km du terme de l'étape, des rafales de vent provoquent une nouvelle chute dans laquelle sont pris de nombreux leaders, parmi lesquels Richard Virenque, Laurent Jalabert et Abraham Olano. À l'arrivée, le Tchèque Ján Svorada, coéquipier de Tom Steels, s'impose au sprint tandis que l'Allemand Erik Zabel endosse le maillot jaune grâce aux bonifications acquises en cours d'étape.

### Retour en France: de la Bretagne au Limousin (3e-6eétapes)

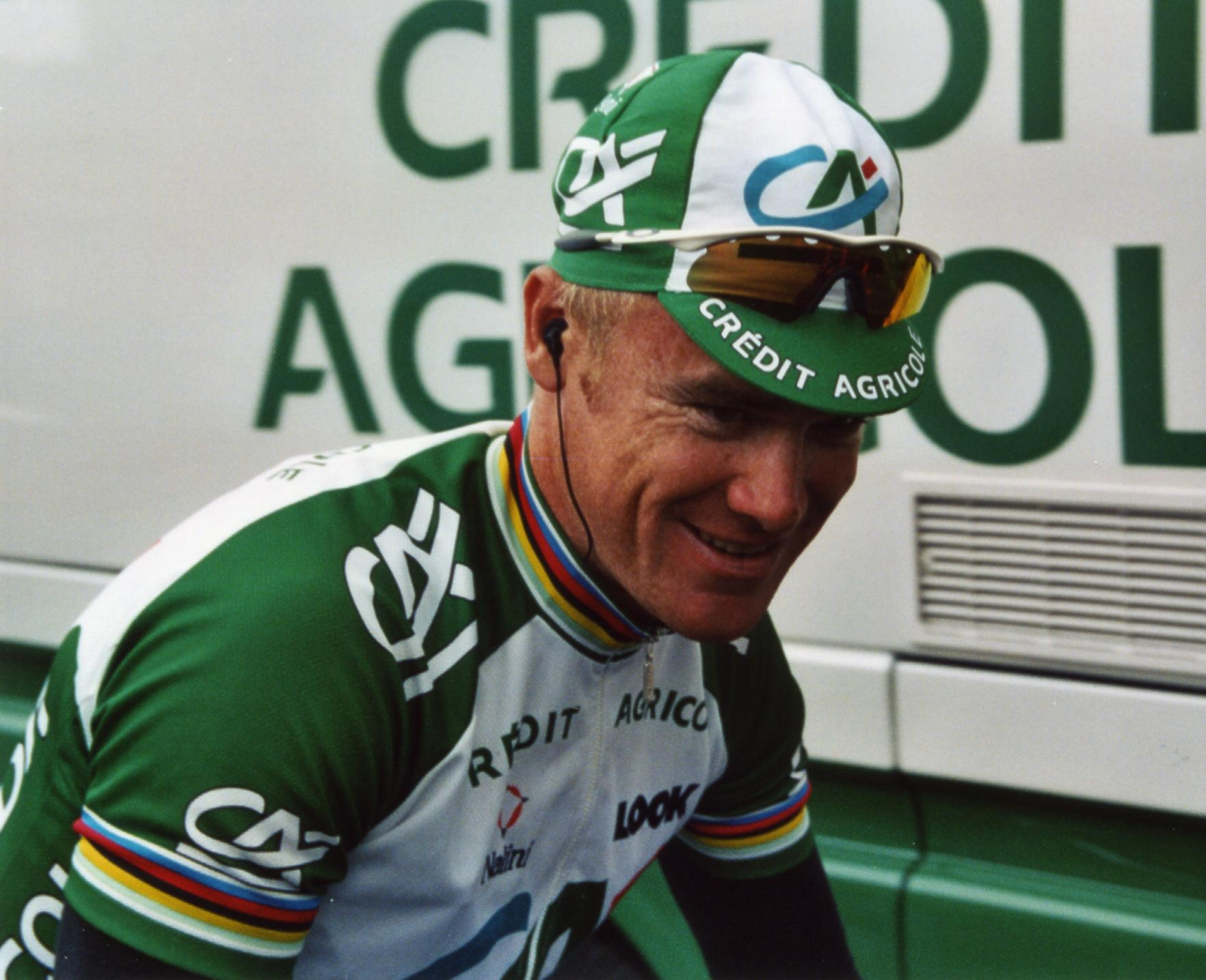
Stuart O'Grady (ici en 2002) s'empare du maillot jaune dans la 4e étape.

Dès l'arrivée de la 2e étape, les coureurs embarquent à bord de plusieurs Airbus A320 affrétés spécialement pour leur transfert de Cork à Brest. Le lendemain, 14 juillet, jour de fête nationale, une échappée de neuf coureurs anime l'étape entre Roscoff et Lorient. Xavier Jan et Jens Heppner parviennent à s'extraire dans les derniers kilomètres et c'est ce dernier qui s'impose, mais le coureur danois Bo Hamburger, membre de l'équipe Casino et quatrième de l'étape, s'empare du maillot jaune grâce aux secondes de bonifications qu'il empoche lors des différents sprints intermédiaires.
Les trois étapes suivantes s'achèvent par un sprint massif. Dans la 4e étape entre Plouay et Cholet, l'Australien Stuart O'Grady réussit le coup parfait. Échappée la veille, il pointe au 3e rang du classement général à seulement trois secondes de Bo Hamburger. Dès le premier sprint intermédiaire, il bénéficie du travail de son coéquipier Frédéric Moncassin pour empocher les secondes de bonification qui font de lui le nouveau leader de la course. À l'arrivée, le Néerlandais Jeroen Blijlevens s'impose : sprinteur très endurant, il remporte une étape chaque année depuis ses débuts dans le Tour en 1995.
Malchanceux depuis le départ à Dublin, Mario Cipollini évite les chutes dans le final vers Châteauroux et remporte la 5e étape au terme d'un sprint houleux. Il récidive le lendemain à Brive-la-Gaillarde, lors d'une arrivée à laquelle participent cette fois l'ensemble des meilleurs finisseurs. Stuart O'Grady, blessé à la cuisse et au genou droit après une chute dans la 5e étape, résiste aux assauts de George Hincapie qui convoite les bonifications, et parvient à conserver son maillot jaune.

### Dans la chaleur du Sud-Ouest (7e-9eétapes)

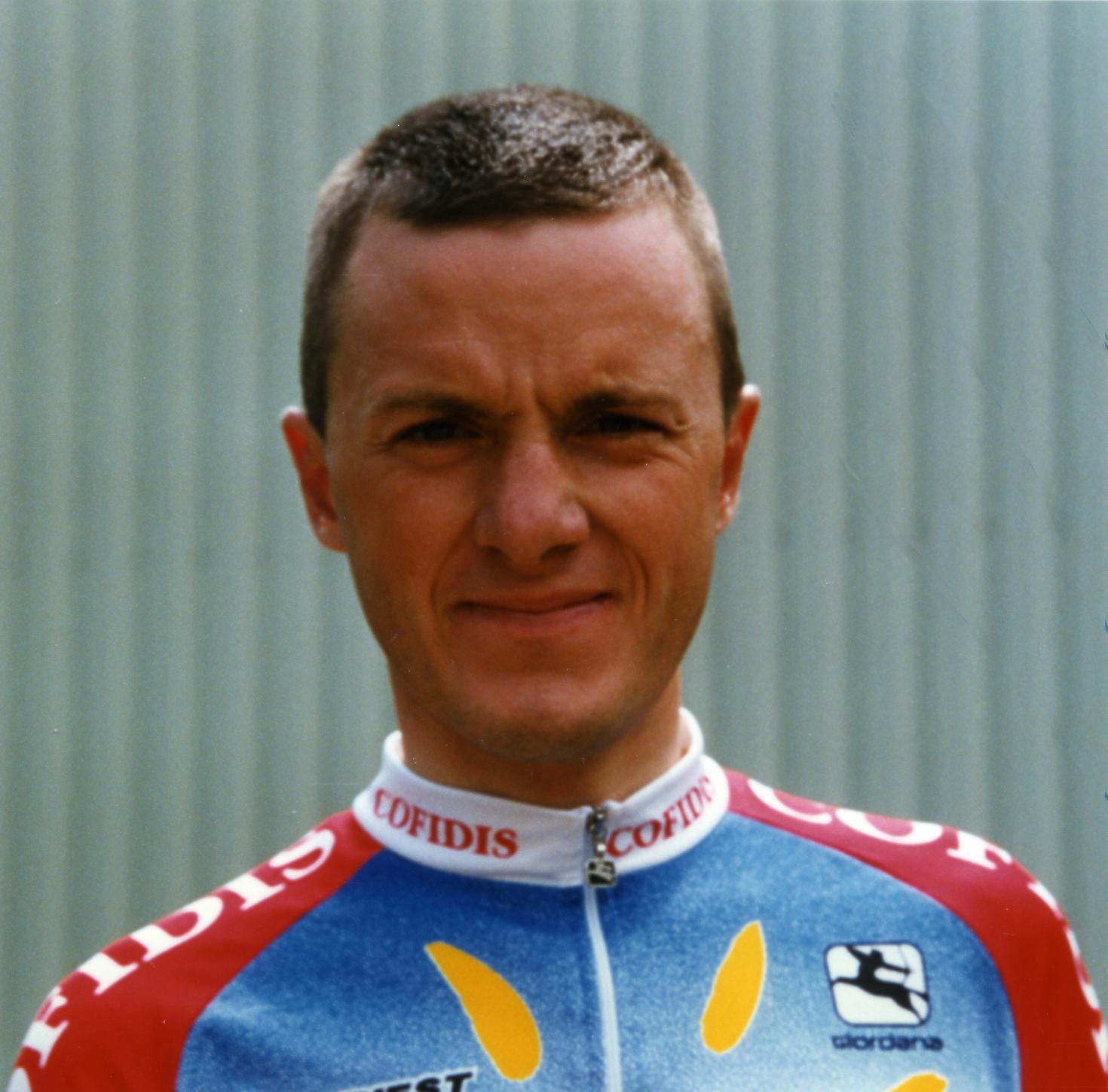
Laurent Desbiens (ici en 1997) profite d'une longue échappée pour revêtir le maillot jaune à Montauban.

Empêtrés dans une affaire de dopage depuis le départ du Tour, les coureurs de l'équipe Festina sont exclus par la direction de course à la veille du contre-la-montre. Dans ce climat lourd de tension, Jan Ullrich, le vainqueur sortant, rassure les observateurs sur sa condition physique. Il se montre le plus rapide sur les 58 km du parcours tracé entre Meyrignac-l'Église et Corrèze, devant les Américains Tyler Hamilton et Bobby Julich. Ullrich prend également la tête du classement général où Laurent Jalabert, quatrième, confirme sa bonne forme.
Les deux étapes suivantes, disputées sous une chaleur accablante, sont favorables aux baroudeurs. Entre Brive-la-Gaillarde et Montauban, une échappée prend le large en bénéficiant de l'apathie du peloton : l'équipe Telekom, de Jan Ullrich, considère qu'il est encore trop tôt pour défendre le maillot jaune et veut préserver ses forces. Dans ce contexte, l'étape sourit aux coureurs français : tandis que la victoire revient à Jacky Durand, qui domine au sprint ses compagnons de route, Laurent Desbiens, cinquième de l'étape, endosse le maillot jaune. Le lendemain vers Pau, une groupe de quatre coureurs parvient à conserver une douzaine de secondes d'avance sur le peloton. Léon van Bon s'impose devant Jens Voigt, Massimiliano Lelli et Christophe Agnolutto.

### Traversée des Pyrénées (10eet11eétapes)

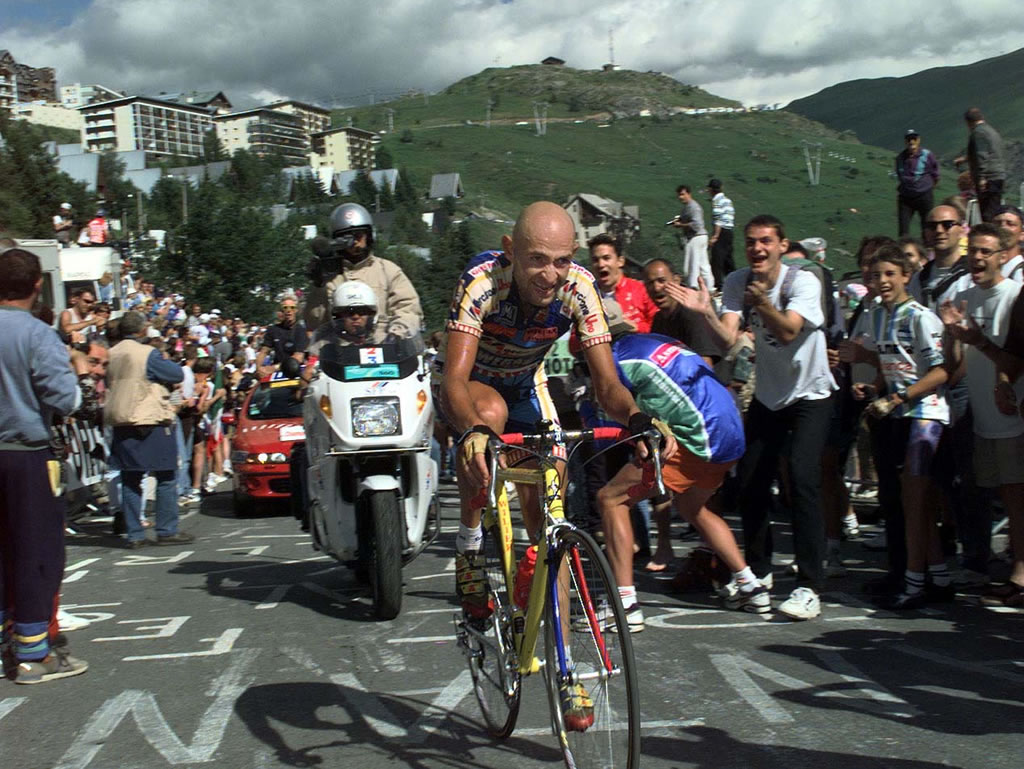
Marco Pantani (ici sur le Tour 1997 marque les esprits dans les Pyrénées.

La première étape pyrénéenne est celle des grands cols. Les coureurs doivent gravir les cols d'Aubisque, du Tourmalet, d'Aspin et de Peyresourde, avant une descente de 15 km vers Luchon. Échappé dès la première ascension, le grimpeur italien Rodolfo Massi, très brillant depuis le début de la saison, se défait de ses compagnons de route dans le dernier col pour remporter sa première victoire d'étape, la deuxième en quatre jours pour son équipe Casino. Derrière, les favoris se livrent une première bataille : Marco Pantani attaque à deux kilomètres du col de Peyresourde et prend la deuxième place de l'étape, ce qui lui permet de remonter au 11e rang du classement général, à 4 min 41 s de Jan Ullrich, nouveau leader. Laurent Jalabert et Abraham Olano figurent parmi les coureurs distancés, mais ils préservent tous deux une bonne place au classement général, respectivement 4e et 6e, dans une étape qui enregistre 17 abandons, un record depuis dix ans.
Pantani marque de nouveau les esprits le lendemain, en plaçant une accélération dès le pied de l'ascension finale vers le plateau de Beille. Il franchit la ligne d'arrivée en vainqueur et remporte la cinquième étape de sa carrière sur le Tour, tandis que Jan Ullrich, qui a perdu beaucoup d'énergie pour rejoindre le peloton à la suite d'une crevaison à 15 km de l'arrivée, concède 1 min 40 s à son rival. Pantani s'affirme alors comme le meilleur grimpeur de cette édition, et remonte au 4e rang du classement général, dans le même temps que Laurent Jalabert, 3e. Dans leur sillage, le nombre des favoris s'amoindrit : outre l'abandon d'Olano, les deux leaders de La Française des Jeux, Evgueni Berzin et Stéphane Heulot, encore membres du top 10 la veille, concède plus de quatre minutes.

### Des Pyrénées aux Alpes

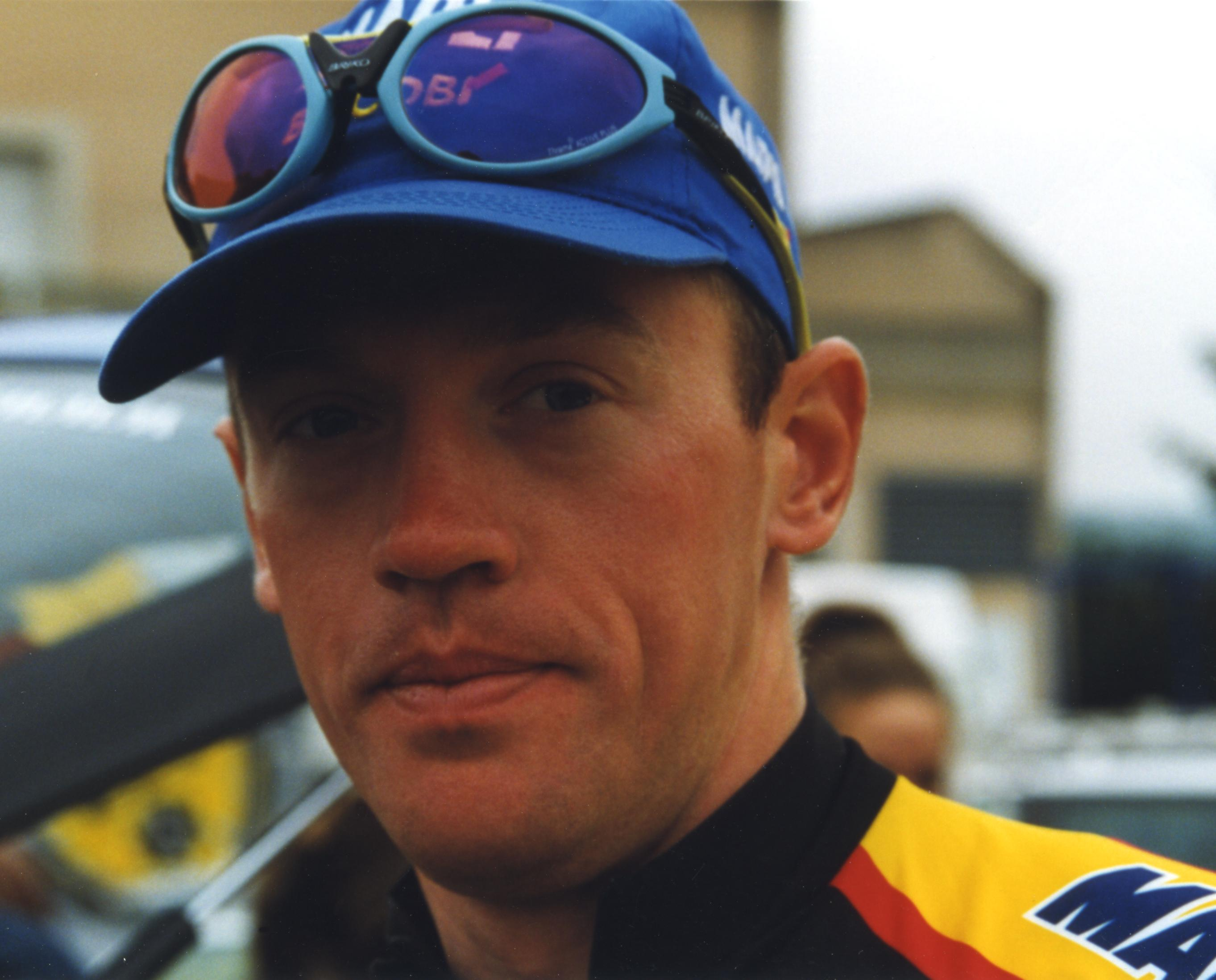
Tom Steels, ici en 1997, remporte plusieurs étapes au sprint lors de ce Tour de France.

La 12e étape au départ de Tarascon-sur-Ariège est marquée par une grève des coureurs, qui entendent protester contre les diverses perquisitions et gardes à vue opérées la veille, lors de la journée de repos. Tous les coureurs mettent pied à terre au niveau du départ réel et s'assoient sur la chaussée,. Sur les ondes de Radio Tour, Laurent Jalabert s'emporte : « Puisque le cyclisme passe au second plan, puisque ça n'intéresse personne que l'on fasse du sport, alors on ne fera pas de vélo ». Le départ est finalement donné avec deux heures de retard et l'étape s'achève au Cap d'Agde par la victoire au sprint de Tom Steels.
Les deux étapes suivantes, dites de transition, sourient aux baroudeurs et n'apportent aucun changement au classement général. C'est Daniele Nardello qui s'impose à Carpentras, en réglant au sprint ses cinq compagnons d'échappée, puis Stuart O'Grady à Grenoble, dans la même configuration.

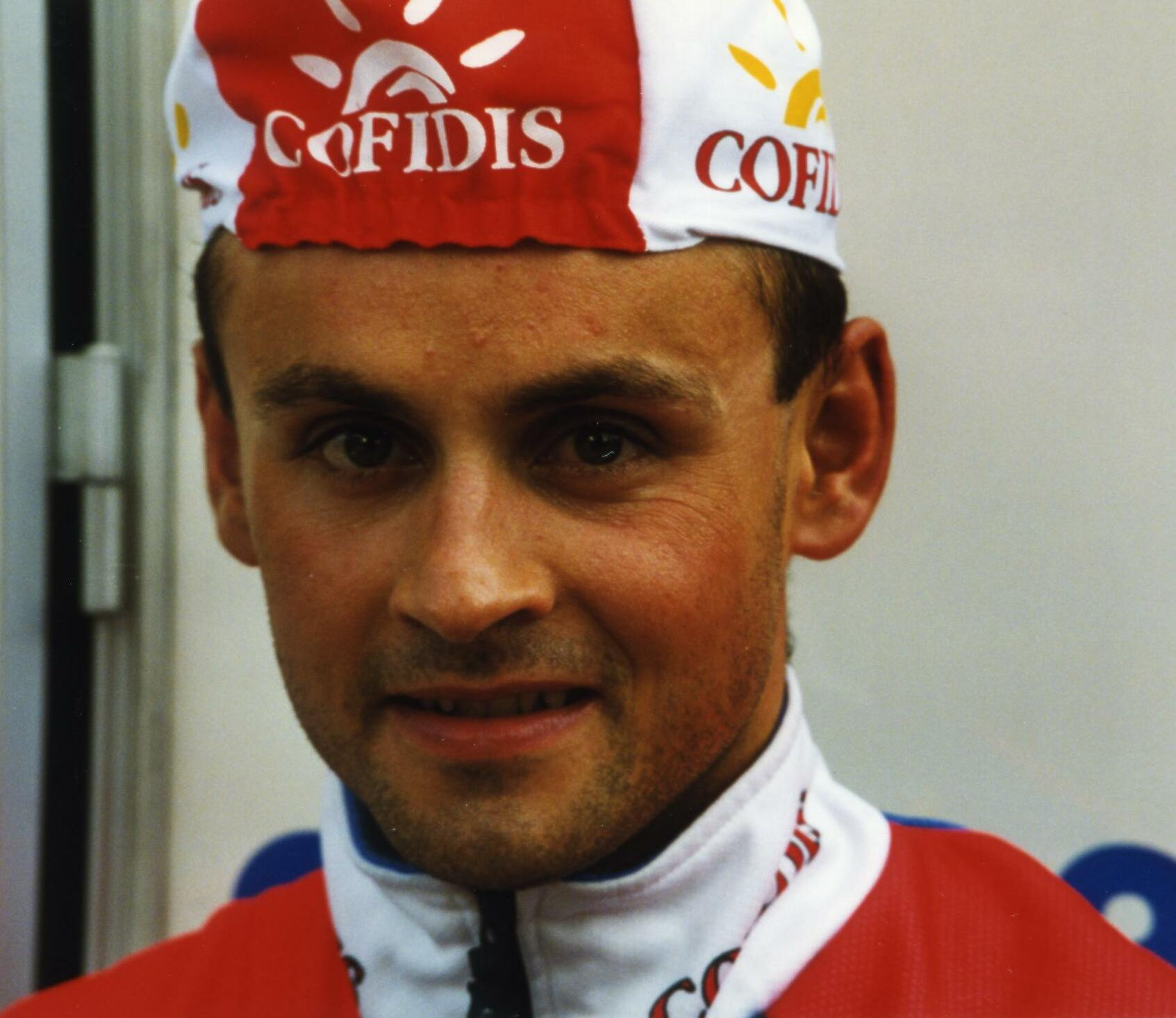
Christophe Rinero endosse le maillot à pois après l'exclusion de Rodolfo Massi.

Le Tour de France bascule dans la 15e étape entre Grenoble et la station des Deux Alpes. La pluie et le froid rendent encore plus difficiles cette étape qui comprend, outre l'ascension finale, celles du col de la Croix-de-Fer et du col du Galibier. C'est sur les pentes de ce dernier que Marco Pantani place une attaque décisive. Il creuse rapidement l'écart sur le groupe des favoris puis rejoint les derniers coureurs échappés, le porteur du maillot à pois Rodolfo Massi, Fernando Escartín et Christophe Rinero. Pantani s'isole dès le début de l'ascension vers Les Deux Alpes et continue de creuser les écarts sur les autres leaders : à l'arrivée, Jan Ullrich concède près de neuf minutes et Marco Pantani endosse le maillot jaune pour la première fois de sa carrière. Bobby Julich, deuxième du classement général, pointe à 3 min 53 s du nouveau leader, et Jan Ullrich à 5 min 56 s. Parmi les grands battus du jour figure Laurent Jalabert, qui passe de la 3e à la 2e place du classement général.
Jan Ullrich réagit dès le lendemain dans la 16e étape entre Vizille et Albertville, en attaquant dès le pied de la dernière ascension de la journée, le col de la Madeleine. Pantani ne cède rien et parvient à l'accompagner jusqu'à la ligne d'arrivée, laissant la victoire d'étape à Ullrich. Le grimpeur italien réalise par ailleurs une excellente affaire puisque son plus proche poursuivant, Bobby Julich, est distancé, et accuse désormais un retard de 5 min 42 s. Grand animateur de l'étape, Stéphane Heulot passe en tête de quatre des cinq cols de la journée et remonte à la 17e place du classement général.

### Une fin de Tour sous tension

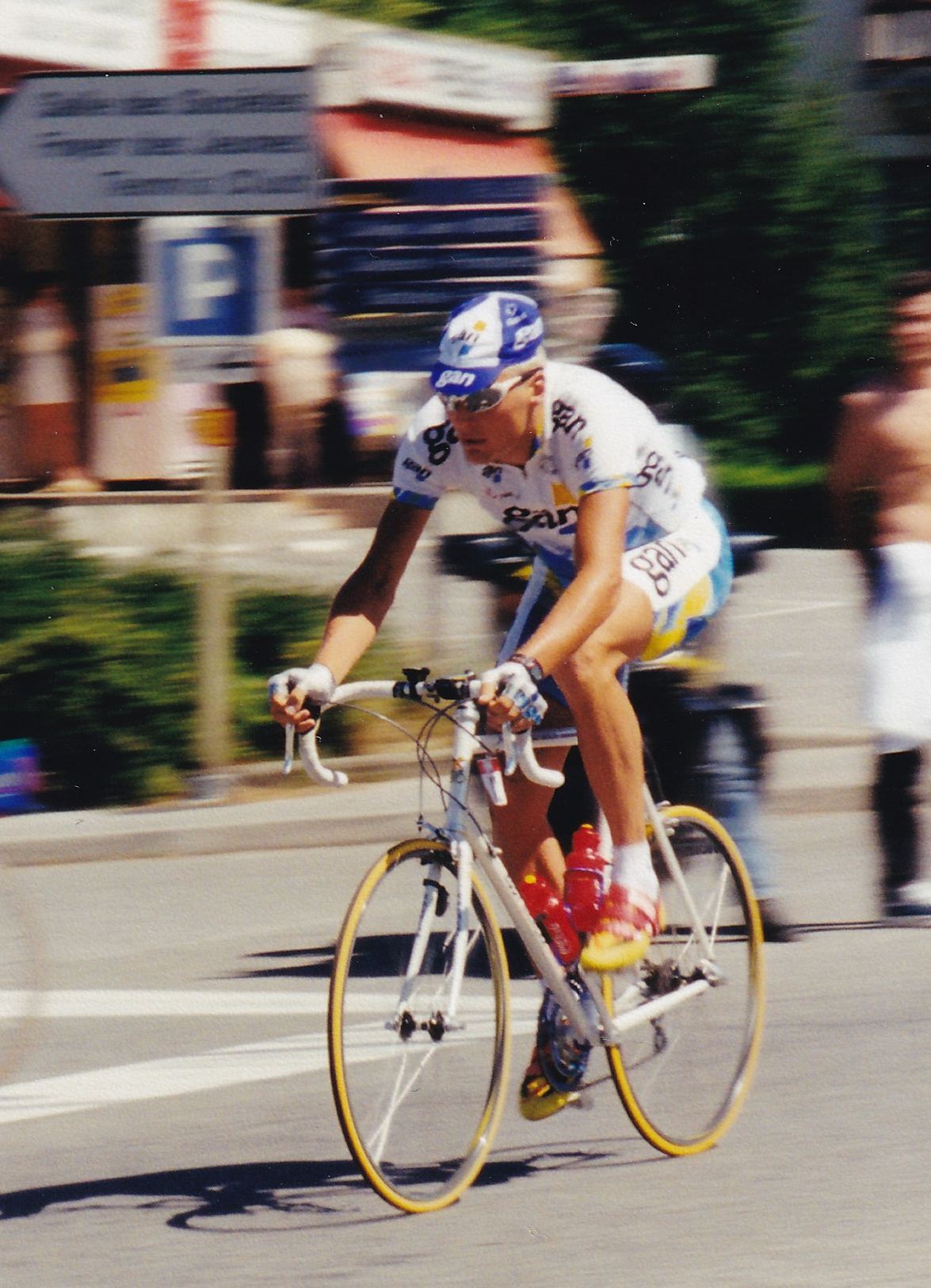
Magnus Bäckstedt sur le Tour de France 1998.

La 17e étape est entièrement neutralisée à la suite d'un nouveau mouvement de grève de la part des coureurs. Le peloton se montre solidaire des membres de l'équipe TVM, interpellés la veille après l'arrivée à Albertville pour être entendus dans le cadre d'une affaire de dopage dont l'instruction a commencé avant le départ du Tour,. Le directeur de la course, Jean-Marie Leblanc, se dit lui-même choqué du traitement infligé aux coureurs. Dès le départ réel de l'étape, les coureurs roulent au pas, avant de mettre pied à terre dans la ligne droite qui précède le premier sprint intermédiaire de la journée, à Saint-Jorioz. Tandis que les coureurs repartent, pour la plupart sans dossard, l'ensemble de la formation ONCE, l'équipe de Laurent Jalabert, décide de quitter la course à la demande de son directeur sportif, Manolo Saiz. Désigné porte-parole du peloton, le Danois Bjarne Riis, vainqueur du Tour de France 1996, réclame auprès de la direction de course des garanties sur les interventions policières,. Les coureurs mettent pied à terre une nouvelle fois, au sommet du Semnoz, pour que Riis rende compte de ses négociations, puis décident de rejoindre l'arrivée en convoi, sans disputer l'étape. Au ravitaillement de Lescheraines, c'est au tour des équipes Banesto et Riso Scotti de quitter la course. Il est seulement 19 h 30 quand le peloton rejoint l'arrivée à Aix-les-Bains, laissant symboliquement les coureurs de l'équipe TVM franchir la ligne les premiers.
Avant le départ de la 18e étape, deux autres formations quittent la course : l'équipe Kelme, dont le leader Fernando Escartín occupe la 4e place du classement général, et l'équipe Vitalicio Seguros. Le porteur du maillot à pois, Rodolfo Massi, placé en garde à vue, est lui aussi non-partant. Son poursuivant au classement du meilleur grimpeur, Christophe Rinero, refuse pourtant d'endosser le maillot, par respect. À Neuchâtel, Tom Steels parvient à déborder Erik Zabel pour remporter sa troisième victoire d'étape. Le lendemain, c'est une longue échappée qui anime la course en direction d'Autun, à l'initiative de Pascal Deramé. Dans les derniers mètres, Magnus Bäckstedt fait parler sa puissance pour devancer ses compagnons d'échappée. Il s'agit de la première victoire d'étape suédoise dans l'histoire du Tour de France, et de la troisième pour l'équipe Gan lors de cette édition.
Jan Ullrich confirme sa domination en contre-la-montre et remporte la 20e étape entre Montceau-les-Mines et Le Creusot, ce qui lui permet de s'emparer de la deuxième place du classement général aux dépens de Bobby Julich. Le Tour de France s'achève le lendemain par la traditionnelle étape des Champs-Élysées, que Tom Steels remporte au sprint. Avec quatre victoires d'étapes, il est le coureur le plus prolifique de cette édition.

## Dopage

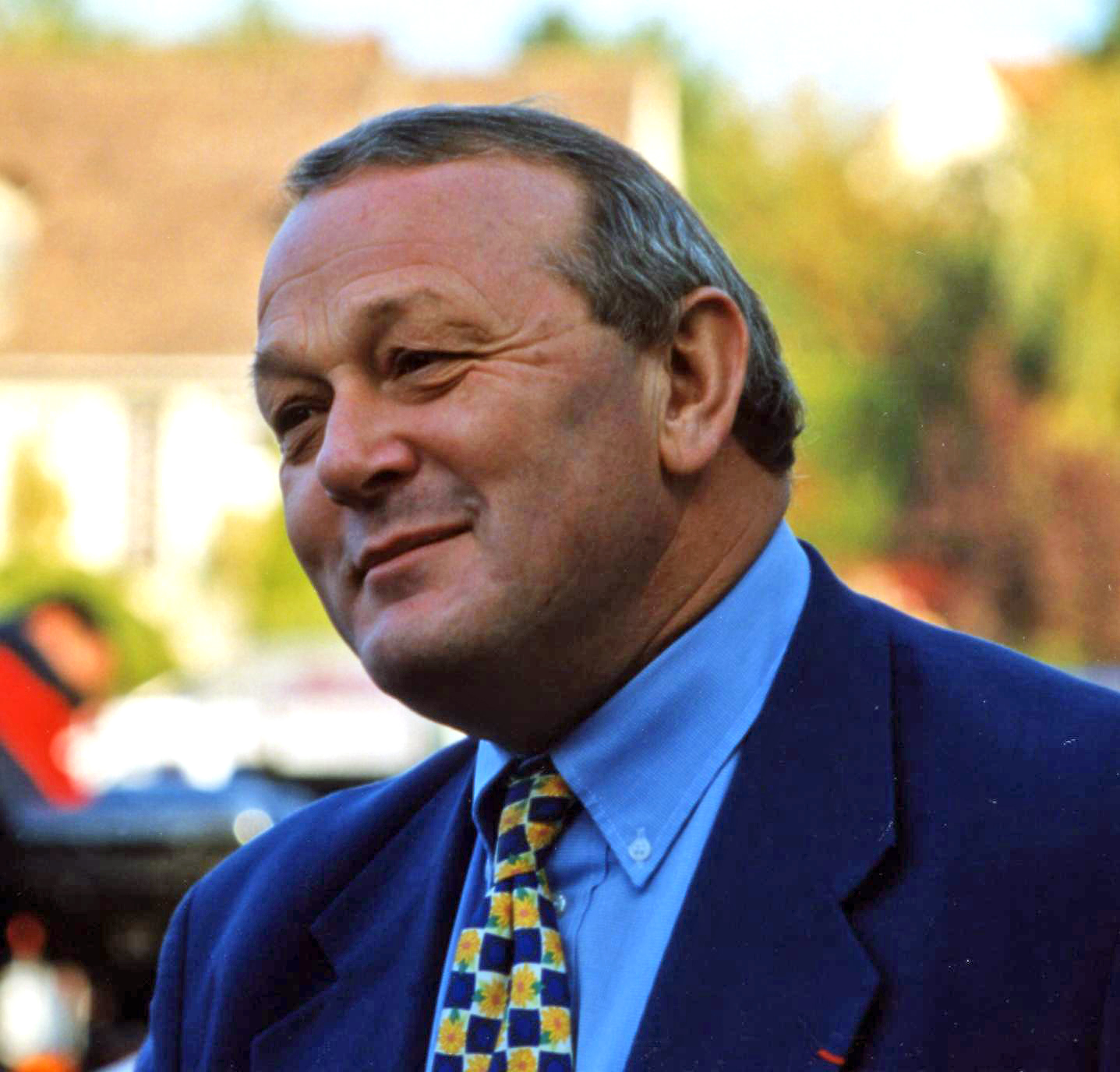
Jean-Marie Leblanc, ici en 1997, directeur du Tour de France.

Le Tour de France 1998 marque un tournant dans l'histoire du cyclisme et dans celle de la lutte contre le dopage. Le journaliste Philippe Brunel le qualifie notamment de « Tour des ombres et des perquisitions en chaîne, des abandons furtifs et des arrestations policières ».

### Avant course: le début de l'affaire Festina
Le Tour de France 1998 s'ouvre dans un climat délétère. Trois jours avant le grand départ, le 8 juillet, un soigneur belge de l'équipe Festina, Willy Voet, est interpelé lors d'un contrôle de routine au poste-frontière de Neuville-en-Ferrain, à hauteur du hameau flamand de Dronckaert,. Dans le coffre de son véhicule, les douaniers découvrent 235 ampoules d'érythropoïétine (EPO), 120 capsules d'amphétamines, 82 solutions d'hormones de croissance et 60 flacons de testostérone.
Placé en garde à vue, Willy Voet finit par avouer et dit avoir agi à la demande de sa direction. Il est écroué à la prison de Loos, tandis que le siège de son équipe est perquisitionné par la police. C'est le début de l'affaire Festina, qui aboutira à l'exclusion de l'ensemble des coureurs de l'équipe avant le départ de la 7e étape,.

### Une édition entachée par plusieurs scandales
L'enquête de police continue pendant l'épreuve. Le directeur sportif Bruno Roussel et le médecin Eric Ryckaert sont interpelés par un commissaire de la police judiciaire de Lille le 15 juillet, à l'arrivée de la 4e étape à Cholet, puis mis en examen et écroués à leur tour le 17 juillet,. Après les aveux de Roussel, Jean-Marie Leblanc annonce dans la soirée du 17 juillet l'exclusion des Festina et le retrait de sa licence au directeur sportif. Dans un premier temps, les coureurs annoncent leur intention de se présenter malgré tout au départ du contre-la-montre le lendemain, avant d'y renoncer le matin même au terme d'une réunion de crise improvisée dans l'arrière-salle du café « Chez Gillou », à Gare-de-Corrèze.
Le 23 juillet, les soupçons se portent désormais sur l'équipe TVM, dont plusieurs membres sont interpelés pour des faits remontant à plusieurs mois, et la saisie de 104 doses d'EPO lors de l'arrestation de deux mécaniciens de l'équipe. C'est à la suite de cette intervention que les coureurs organisent une grève au pied du mont Semnoz, ce qui entraîne l'annulation de l'étape entre Albertville et Aix-les-Bains, quelques jours après une première manifestation à Tarascon-sur-Ariège. En deux jours, l'ensemble des équipes espagnoles (Once-Deutsche Bank, Banesto, Kelme et Vitalicio Seguros) et la formation italienne Riso Scotti se retirent de la compétition. Vainqueur d'étape dans les Pyrénées et porteur du maillot à pois, l'Italien Rodolfo Massi est lui aussi interpelé et mis hors course. La direction de l'épreuve, sous la coordination de Jean-Marie Leblanc, parvient à sauver cette édition en maintenant les dernières étapes et l'arrivée à Paris.

### Conséquences immédiates
Dans les semaines qui suivent l'arrivée du Tour de France, les perquisitions se poursuivent auprès des équipes et de nombreux coureurs sont interrogés. Les véhicules des équipes Cantina Tollo et La Française des Jeux sont notamment fouillés à la frontière par les douaniers français alors que ces formations se rendent respectivement en Espagne pour y disputer la Clasica San Sebastian et en Allemagne pour le Regio-Tour. La crainte de ces interventions pousse certaines équipes à annuler leur participation : c'est le cas de la formation Rabobank qui renonce à la Classique de Plouay, tandis que les organisateurs du Tour d'Espagne s'interrogent sur une éventuelle modification du parcours de la 13e étape, celle-ci devant traverser la France sur 80 km.
Deux réunions ont lieu pour évoquer la question du dopage peu après le Tour : la première, entre l'Union cycliste internationale, les organisateurs de courses et les équipes, se tient seulement quatre jours après la fin de l'épreuve à Paris ; la seconde, le 11 août, réunit l'UCI et les représentants des coureurs. Cependant, aucune de ces deux réunions ne donne de résultat. Les coureurs expriment notamment leur inquiétude quant à la longueur des courses et la question d'une amnistie générale pour les coureurs qui ont utilisé des substances interdites est brièvement discutée. Dans un communiqué de presse publié le 13 août, l'UCI affirme « [qu]'il est difficile de faire plus que ce qui est déjà fait » dans la lutte contre le dopage et que les tests sanguins imposés en 1997 ont permis à l'autorité « de contrôler le problème de l'EPO », ce que réfutent les nombreux scandales dans les années qui suivent.

### Les suites de l'affaire Festina
Le 23 juillet, à Lyon, les neuf coureurs de l'équipe Festina sont entendus comme témoins à l'hôtel de police de Lyon. Des prélèvements de sang, de cheveux et d'urines sont pratiqués en vue d'analyse, et certains coureurs avouent s'être dopés, à l'exception du leader de la formation Richard Virenque et de ses équipiers Pascal Hervé et Neil Stephens. Le 30 novembre suivants, les résultats des analyses établissent que huit des neuf coureurs de l'équipe ont pris de l'EPO et quatre d'entre eux des amphétamines.
L'équipe effectue son retour à la compétition dès le mois d'août en participant au Tour de Burgos puis au Tour d'Espagne, où elle reçoit un accueil favorable de la part du public.
Le 26 mars 1999, Richard Virenque, qui continue de nier les faits, est mis en examen pour complicité de facilitation à l'usage de produits dopants. Le procès de l'affaire Festina s'ouvre le 23 octobre 2000 à Lille et bénéficie d'une grande couverture médiatique. Virenque passe alors aux aveux : acquitté sur le plan pénal, il est néanmoins suspendu neuf mois par la Fédération suisse de cyclisme. Les autres protagonistes de l'affaire sont condamnés à des amendes ou à des peines de prison avec sursis. Lors du procès, Pascal Hervé effectue lui aussi des aveux.

### Révélations ultérieures

#### 1999, le Tour du renouveau?

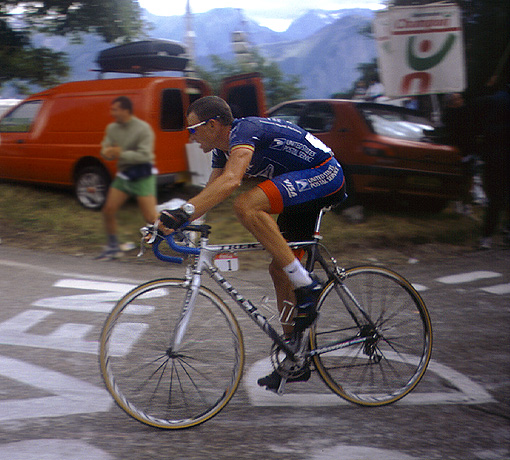
Lance Armstrong, ici sur le Tour de France 2001, est destitué de ses 7 victoires dans la Grande Boucle.

Comme le souligne l'écrivain Christian-Louis Eclimont, à l'arrivée à Paris, Marco Pantani « s'instaure en messie dans lequel les observateurs et le public veulent entrevoir la promesse d'un cyclisme renouvelé, sans tache ». Mais les espoirs sont vite déçus : le 5 juin 1999, alors qu'il est en passe de remporter le Giro pour la deuxième année consécutive, Pantani est exclu de la course après que les contrôleurs ont décelé un taux d'hématocrite trop élevé dans son sang. Suspendu six mois, il ne peut s'aligner au départ du Tour de France 1999.
Cette édition est présentée par l'organisateur comme « le Tour du renouveau », mais bien que de nombreux coureurs de l'édition 1998 sont absents, Richard Virenque, banni dans un premier temps, doit finalement être réintégré à une semaine du départ à la suite d'une injonction de l'Union cycliste internationale. Vainqueur de l'épreuve, Lance Armstrong est finalement reconnu coupable de dopage en 2012 et sanctionné par l'UCI qui lui retire ses sept Tours de France victorieux,.

#### Aveux de dopage
Bien des années après le Tour de France 1998, de nombreux coureurs ont confié avoir réagi au scandale qui se développait alors en cachant ou en détruisant les preuves de leur dopage. Dans son autobiographie publiée en 2005, Philippe Gaumont reconnaît que la direction de son équipe Cofidis avait demandé à ses coureurs de détruire leurs substances dopantes le jour de l'expulsion des membres de la formation Festina, ce que les coureurs ont fait en se rendant ensuite dans une forêt à proximité du lieu où se disputait l'étape. Il affirme par ailleurs que tous les coureurs de sa formation avaient été préparés de la même manière par le docteur Vezzani, médecin de l'équipe, qui leur « envoyait en colis express de l'EPO et des hormones de croissance, emballés dans des packs de glace ». Troisième de cette édition, son coéquipier Bobby Julich révèle en 2012 qu'il avait commencé à utiliser de l'EPO en août 1996 avant de stopper définitivement après l'éclatement de l'affaire Festina sur le Tour 1998,.
D'autres coureurs se confessent à leur tour. Rolf Aldag, membre de l'équipe Telekom, dit avoir jeté ses produits dopants dans les toilettes avant le début de la course à Dublin. Son coéquipier Bjarne Riis déclare dans son autobiographie parue en 2012 qu'il avait lui aussi jeté ses flacons d'EPO dans les toilettes après la troisième étape. Le coureur américain Tyler Hamilton affirme que son équipe US Postal a fait de même immédiatement après l'arrestation de Willy Voet. Début 2013, Michael Boogerd, ancien coureur de la formation Rabobank, avoue s'être dopé de 1997 à 2007.

#### Commission d'enquête sénatoriale
Fin 2004, dans le cadre de recherches scientifiques afin d'éprouver un nouveau test de détection de l'EPO, le laboratoire de Châtenay-Malabry effectue des analyses d'échantillons sanguins prélevés sur des coureurs pendant le Tour 1998. Le 24 juillet 2013, la commission d'enquête sénatoriale sur l'efficacité de la lutte antidopage publie son rapport, qui comprend une liste de coureurs contrôlés positifs à la suite de ces analyses. On y retrouve, entre autres, le vainqueur de l'épreuve Marco Pantani, son dauphin Jan Ullrich, le vainqueur du classement par points Erik Zabel, les Italiens Andrea Tafi, Nicola Minali, Mario Cipollini, Fabio Sacchi et Eddy Mazzoleni, les Français Laurent Jalabert, Jacky Durand et Laurent Desbiens, les Espagnols Marcos Serrano, Abraham Olano et Manuel Beltrán, mais également Bo Hamburger, Jens Heppner, Jeroen Blijlevens ou encore Kevin Livingston. D'autres coureurs font l'objet d'un contrôle positif dit « litigieux » comme Bobby Julich, troisième du classement général, Ermanno Brignoli, Alain Turicchia, Pascal Chanteur, Frédéric Moncassin, Roland Meier, Giuseppe Calcaterra, Stefano Zanini, Stéphane Barthe, Stuart O'Grady ou encore Axel Merckx. Parmi ces coureurs, Jacky Durand et Stuart O'Grady reconnaissent dès le lendemain de la publication du rapport s'être dopés lors de ce Tour de France,.

### Adaptation cinématographique
Le réalisateur britannique Kieron J. Walsh s'inspire librement du Tour de France 1998 et des affaires de dopage qui l'ont entaché pour son film L'Équipier, sorti en 2020. Il relate le parcours d'un coureur fictif, Dom Chabol, cycliste âgé de 39 ans, en fin de carrière et désormais cantonné à un rôle de domestique auprès de son leader. Le film, qui porte « le souci de rester accessible au néophyte, mais sans froisser les connaisseurs avec des reconstitutions hasardeuses »; selon le journaliste de Télérama Jérémie Couston, reçoit des critiques plutôt négatives, à l'image de Lelo Jimmy Batista, journaliste à Libération, qui le qualifie de « grotesque ».

## Étapes
Le sprinteur belge Tom Steels remporte quatre étapes sur cette édition, une performance qui n'avait pas été réalisée depuis les quatre succès de Jean-Paul van Poppel en 1988.
| Étape,    | Date       | Villes étapes                        |                             | Distance (km)    | Vainqueur d’étape | Leader du classement général |
| --------- | ---------- | ------------------------------------ | --------------------------- | ---------------- | ----------------- | ---------------------------- |
| Prologue  | 11 juillet | Dublin (IRL) – Dublin (IRL)          | Contre-la-montre individuel | 5,6              | Chris Boardman    | Chris Boardman               |
| 1re étape | 12 juillet | Dublin (IRL) – Dublin (IRL)          | Étape de plaine             | 186,5            | Tom Steels        | Chris Boardman               |
| 2e étape  | 13 juillet | Enniscorthy (IRL) – Cork (IRL)       | Étape de plaine             | 205,5            | Ján Svorada       | Erik Zabel                   |
| 3e étape  | 14 juillet | Roscoff – Lorient                    | Étape de plaine             | 169              | Jens Heppner      | Bo Hamburger                 |
| 4e étape  | 15 juillet | Plouay – Cholet                      | Étape de plaine             | 252              | Jeroen Blijlevens | Stuart O'Grady               |
| 5e étape  | 16 juillet | Cholet – Châteauroux                 | Étape de plaine             | 228,5            | Mario Cipollini   | Stuart O'Grady               |
| 6e étape  | 17 juillet | La Châtre – Brive                    | Étape de plaine             | 204,5            | Mario Cipollini   | Stuart O'Grady               |
| 7e étape  | 18 juillet | Meyrignac-l'Église – Corrèze         | Contre-la-montre individuel | 58               | Jan Ullrich       | Jan Ullrich                  |
| 8e étape  | 19 juillet | Brive – Montauban                    | Étape de plaine             | 190,5            | Jacky Durand      | Laurent Desbiens             |
| 9e étape  | 20 juillet | Montauban – Pau                      | Étape de plaine             | 210              | Léon van Bon      | Laurent Desbiens             |
| 10e étape | 21 juillet | Pau – Luchon                         | Étape de montagne           | 196,5            | Rodolfo Massi     | Jan Ullrich                  |
| 11e étape | 22 juillet | Luchon – Plateau de Beille           | Étape de montagne           | 170              | Marco Pantani     | Jan Ullrich                  |
|           | 23 juillet | Département de l'Ariège              | Jour de repos               | Journée de repos | Journée de repos  | Journée de repos             |
| 12e étape | 24 juillet | Tarascon-sur-Ariège – Le Cap d'Agde  | Étape de plaine             | 222              | Tom Steels        | Jan Ullrich                  |
| 13e étape | 25 juillet | Frontignan - La Peyrade – Carpentras | Étape de plaine             | 196              | Daniele Nardello  | Jan Ullrich                  |
| 14e étape | 26 juillet | Valréas – Grenoble                   | Étape de moyenne montagne   | 186,5            | Stuart O'Grady    | Jan Ullrich                  |
| 15e étape | 27 juillet | Grenoble – Les Deux Alpes            | Étape de montagne           | 189              | Marco Pantani     | Marco Pantani                |
| 16e étape | 28 juillet | Vizille – Albertville                | Étape de montagne           | 204              | Jan Ullrich       | Marco Pantani                |
| 17e étape | 29 juillet | Albertville – Aix-les-Bains          | Étape de montagne           | 149              | —                 | Marco Pantani                |
| 18e étape | 30 juillet | Aix-les-Bains – Neuchâtel (SUI)      | Étape de moyenne montagne   | 218,5            | Tom Steels        | Marco Pantani                |
| 19e étape | 31 juillet | La Chaux-de-Fonds (SUI) – Autun      | Étape de plaine             | 242              | Magnus Bäckstedt  | Marco Pantani                |
| 20e étape | 1er août   | Montceau-les-Mines – Le Creusot      | Contre-la-montre individuel | 52               | Jan Ullrich       | Marco Pantani                |
| 21e étape | 2 août     | Melun – Paris - Champs-Élysées       | Étape de plaine             | 147,5            | Tom Steels        | Marco Pantani                |

1. ↑  L'étape a été neutralisée par les coureurs en raison des derniers développements de l'affaire Festina.

## Classements

### Classement général final
Marco Pantani remporte le Tour de France avec 3 min 21 s d'avance sur Jan Ullrich, à la moyenne horaire de 39,983 km/h, ce qui constitue alors un nouveau record. Il est le premier Italien vainqueur du Tour depuis Felice Gimondi en 1965, et apporte à son pays sa neuvième victoire sur le Grande Boucle. Il est par ailleurs le premier coureur à réaliser la même année le doublé Giro-Tour depuis Miguel Indurain en 1993, une performance déjà établie douze fois dans l'histoire à cette date. Le sprinteur français Damien Nazon, de l'équipe La Française des Jeux, est la lanterne rouge de cette édition : il termine le Tour de France à la 96e et dernière place, à 3 h 12 min 15 s du vainqueur.
| Classement général | Classement général | Classement général | Classement général              | Classement général  |
|                    | Coureur            | Pays               | Équipe                          | Temps               |
| ------------------ | ------------------ | ------------------ | ------------------------------- | ------------------- |
| 1er                | Marco Pantani      | Italie             | Mercatone Uno-Bianchi           | en 92 h 49 min 46 s |
| 2e                 | Jan Ullrich        | Allemagne          | Deutsche Telekom                | + 3 min 21 s        |
| 3e                 | Bobby Julich       | États-Unis         | Cofidis-Le Crédit par Téléphone | + 4 min 8 s         |
| 4e                 | Christophe Rinero  | France             | Cofidis-Le Crédit par Téléphone | + 9 min 16 s        |
| 5e                 | Michael Boogerd    | Pays-Bas           | Rabobank                        | + 11 min 26 s       |
| 6e                 | Jean-Cyril Robin   | France             | US Postal Service               | + 14 min 57 s       |
| 7e                 | Roland Meier       | Suisse             | Cofidis-Le Crédit par Téléphone | + 15 min 13 s       |
| 8e                 | Daniele Nardello   | Italie             | Mapei-Bricobi                   | + 16 min 7 s        |
| 9e                 | Giuseppe Di Grande | Italie             | Mapei-Bricobi                   | + 17 min 35 s       |
| 10e                | Axel Merckx        | Belgique           | Polti                           | + 17 min 39 s       |
| 11e                | Bjarne Riis        | Danemark           | Deutsche Telekom                | + 19 min 10 s       |
| 12e                | Dariusz Baranowski | Pologne            | US Postal Service               | + 19 min 58 s       |
| 13e                | Stéphane Heulot    | France             | La Française des Jeux           | + 20 min 57 s       |
| 14e                | Leonardo Piepoli   | Italie             | Saeco-Cannondale                | + 22 min 45 s       |
| 15e                | Bo Hamburger       | Danemark           | Casino                          | + 26 min 39 s       |
| 16e                | Kurt Van De Wouwer | Belgique           | Lotto-Mobistar                  | + 27 min 20 s       |
| 17e                | Kevin Livingston   | États-Unis         | Cofidis-Le Crédit par Téléphone | + 34 min 3 s        |
| 18e                | Jörg Jaksche       | Allemagne          | Polti                           | + 35 min 41 s       |
| 19e                | Peter Farazijn     | Belgique           | Lotto-Mobistar                  | + 36 min 10 s       |
| 20e                | Andrei Teteriouk   | Kazakhstan         | Lotto-Mobistar                  | + 37 min 3 s        |
| 21e                | Udo Bölts          | Allemagne          | Deutsche Telekom                | + 37 min 25 s       |
| 22e                | Laurent Madouas    | France             | Lotto-Mobistar                  | + 39 min 54 s       |
| 23e                | Geert Verheyen     | Belgique           | Lotto-Mobistar                  | + 41 min 23 s       |
| 24e                | Cédric Vasseur     | France             | Gan                             | + 42 min 14 s       |
| 25e                | Evgueni Berzin     | Russie             | La Française des Jeux           | + 42 min 51 s       |
| modifier           |                    |                    |                                 |                     |

### Classements annexes finals
| Classement par points, | Classement par points, | Classement par points, | Classement par points,          | Classement par points, |
| ---------------------- | ---------------------- | ---------------------- | ------------------------------- | ---------------------- |
|                        | Coureur                | Pays                   | Équipe                          | Point(s)               |
| 1er                    | Erik Zabel             | Allemagne              | Deutsche Telekom                | 327 points             |
| 2e                     | Stuart O'Grady         | Australie              | Gan                             | 230 pts                |
| 3e                     | Tom Steels             | Belgique               | Mapei-Bricobi                   | 221 pts                |
| 4e                     | Robbie McEwen          | Australie              | Rabobank                        | 196 pts                |
| 5e                     | George Hincapie        | États-Unis             | US Postal Service               | 151 pts                |
| 6e                     | François Simon         | France                 | Gan                             | 149 pts                |
| 7e                     | Bobby Julich           | États-Unis             | Cofidis-Le Crédit par Téléphone | 114 pts                |
| 8e                     | Jacky Durand           | France                 | Casino                          | 111 pts                |
| 9e                     | Alain Turicchia        | Italie                 | Asics-CGA                       | 99 pts                 |
| 10e                    | Marco Pantani          | Italie                 | Mercatone Uno-Bianchi           | 90 pts                 |
| modifier               |                        |                        |                                 |                        |

| Classement du meilleur grimpeur, | Classement du meilleur grimpeur, | Classement du meilleur grimpeur, | Classement du meilleur grimpeur, | Classement du meilleur grimpeur, |
| -------------------------------- | -------------------------------- | -------------------------------- | -------------------------------- | -------------------------------- |
|                                  | Coureur                          | Pays                             | Équipe                           | Point(s)                         |
| 1er                              | Christophe Rinero                | France                           | Cofidis-Le Crédit par Téléphone  | 200 points                       |
| 2e                               | Marco Pantani                    | Italie                           | Mercatone Uno-Bianchi            | 175 pts                          |
| 3e                               | Alberto Elli                     | Italie                           | Casino                           | 165 pts                          |
| 4e                               | Cédric Vasseur                   | France                           | Gan                              | 156 pts                          |
| 5e                               | Stéphane Heulot                  | France                           | La Française des Jeux            | 152 pts                          |
| 6e                               | Jan Ullrich                      | Allemagne                        | Deutsche Telekom                 | 126 pts                          |
| 7e                               | Bobby Julich                     | États-Unis                       | Cofidis-Le Crédit par Téléphone  | 98 pts                           |
| 8e                               | Michael Boogerd                  | Pays-Bas                         | Rabobank                         | 92 pts                           |
| 9e                               | Leonardo Piepoli                 | Italie                           | Saeco-Cannondale                 | 90 pts                           |
| 10e                              | Roland Meier                     | Suisse                           | Cofidis-Le Crédit par Téléphone  | 89 pts                           |
| modifier                         |                                  |                                  |                                  |                                  |

| Classement du meilleur jeune, | Classement du meilleur jeune, | Classement du meilleur jeune, | Classement du meilleur jeune,   | Classement du meilleur jeune, |
|                               | Coureur                       | Pays                          | Équipe                          | Temps                         |
| ----------------------------- | ----------------------------- | ----------------------------- | ------------------------------- | ----------------------------- |
| 1er                           | Jan Ullrich                   | Allemagne                     | Deutsche Telekom                | en 92 h 53 min 7 s            |
| 2e                            | Christophe Rinero             | France                        | Cofidis-Le Crédit par Téléphone | + 5 min 55 s                  |
| 3e                            | Giuseppe Di Grande            | Italie                        | Mapei-Bricobi                   | + 14 min 14 s                 |
| 4e                            | Kevin Livingston              | États-Unis                    | Cofidis-Le Crédit par Téléphone | + 30 min 42 s                 |
| 5e                            | Jörg Jaksche                  | Allemagne                     | Polti                           | + 32 min 20 s                 |
| 6e                            | Geert Verheyen                | Belgique                      | Lotto-Mobistar                  | + 38 min 2 s                  |
| 7e                            | Benoît Salmon                 | France                        | Lotto-Mobistar                  | + 47 min 57 s                 |
| 8e                            | Koos Moerenhout               | Pays-Bas                      | Rabobank                        | + 1 h 26 min 16 s             |
| 9e                            | Fabio Sacchi                  | Italie                        | Polti                           | + 1 h 28 min 32 s             |
| 10e                           | Nicolas Jalabert              | France                        | Cofidis-Le Crédit par Téléphone | + 1 h 35 min 24 s             |
| modifier                      |                               |                               |                                 |                               |

| Classement de la combativité, | Classement de la combativité, | Classement de la combativité, | Classement de la combativité,   | Classement de la combativité, |
| ----------------------------- | ----------------------------- | ----------------------------- | ------------------------------- | ----------------------------- |
|                               | Coureur                       | Pays                          | Équipe                          | Point(s)                      |
| 1er                           | Jacky Durand                  | France                        | Casino                          | 94 points                     |
| 2e                            | Andrea Tafi                   | Italie                        | Mapei-Bricobi                   | 51 pts                        |
| 3e                            | Stéphane Heulot               | France                        | La Française des Jeux           | 49 pts                        |
| 4e                            | Cédric Vasseur                | France                        | Gan                             | 47 pts                        |
| 5e                            | Christophe Agnolutto          | France                        | Casino                          | 43 pts                        |
| 6e                            | Laurent Desbiens              | France                        | Cofidis-Le Crédit par Téléphone | 35 pts                        |
| 7e                            | Fabio Roscioli                | Italie                        | Asics-CGA                       | 33 pts                        |
| 8e                            | Thierry Gouvenou              | France                        | BigMat-Auber 93                 | 30 pts                        |
| 9e                            | Christophe Rinero             | France                        | Cofidis-Le Crédit par Téléphone | 28 pts                        |
| 10e                           | Pascal Chanteur               | France                        | Casino                          | 28 pts                        |
| modifier                      |                               |                               |                                 |                               |

#### Classement par équipes
| Classement par équipes, | Classement par équipes,         | Classement par équipes, | Classement par équipes, |
|                         | Équipe                          | Pays                    | Temps                   |
| ----------------------- | ------------------------------- | ----------------------- | ----------------------- |
| 1re                     | Cofidis-Le Crédit par Téléphone | France                  | en 278 h 29 min 58 s    |
| 2e                      | Casino                          | France                  | + 29 min 9 s            |
| 3e                      | US Postal Service               | États-Unis              | + 41 min 40 s           |
| 4e                      | Deutsche Telekom                | Allemagne               | + 46 min 1 s            |
| 5e                      | Lotto-Mobistar                  | Belgique                | + 1 h 4 min 14 s        |
| 6e                      | Polti                           | Italie                  | + 1 h 6 min 32 s        |
| 7e                      | Rabobank                        | Pays-Bas                | + 1 h 46 min 20 s       |
| 8e                      | Mapei-Bricobi                   | Belgique                | + 1 h 59 min 53 s       |
| 9e                      | BigMat-Auber 93                 | France                  | + 2 h 3 min 32 s        |
| 10e                     | Mercatone Uno-Bianchi           | Italie                  | + 2 h 23 min 4 s        |
| modifier                |                                 |                         |                         |

### Évolution des classements
| Étape              | Vainqueur          | Classement général | Classement par points | Classement de la montagne | Classement du meilleur jeune | Classement par équipes          | Prix de la combativité | Prix de la combativité |
| Étape              | Vainqueur          | Classement général | Classement par points | Classement de la montagne | Classement du meilleur jeune | Classement par équipes          | Étape                  | Leader                 |
| ------------------ | ------------------ | ------------------ | --------------------- | ------------------------- | ---------------------------- | ------------------------------- | ---------------------- | ---------------------- |
| P                  | Chris Boardman     | Chris Boardman     | Chris Boardman        | non décerné               | Jan Ullrich                  | Festina-Lotus                   | non décerné            | non décerné            |
| 1                  | Tom Steels         | Chris Boardman     | Tom Steels            | Stefano Zanini            | Jan Ullrich                  | Festina-Lotus                   | Jacky Durand           | Jacky Durand           |
| 2                  | Ján Svorada        | Erik Zabel         | Tom Steels            | Stefano Zanini            | Jan Ullrich                  | Festina-Lotus                   | Christophe Agnolutto   | Jacky Durand           |
| 3                  | Jens Heppner       | Bo Hamburger       | Ján Svorada           | Pascal Hervé              | George Hincapie              | Casino                          | Bo Hamburger           | Jacky Durand           |
| 4                  | Jeroen Blijlevens  | Stuart O'Grady     | Ján Svorada           | Pascal Hervé              | Stuart O'Grady               | Casino                          | Jacky Durand           | Jacky Durand           |
| 5                  | Mario Cipollini    | Stuart O'Grady     | Erik Zabel            | Pascal Hervé              | Stuart O'Grady               | Casino                          | Aart Vierhouten        | Jacky Durand           |
| 6                  | Mario Cipollini    | Stuart O'Grady     | Erik Zabel            | Pascal Hervé              | Stuart O'Grady               | Casino                          | Max Sciandri           | Jacky Durand           |
| 7                  | Jan Ullrich        | Jan Ullrich        | Erik Zabel            | Stefano Zanini            | Jan Ullrich                  | Deutsche Telekom                | non décerné            | Jacky Durand           |
| 8                  | Jacky Durand       | Laurent Desbiens   | Erik Zabel            | Stefano Zanini            | Jan Ullrich                  | Cofidis-Le Crédit par Téléphone | Andrea Tafi            | Jacky Durand           |
| 9                  | Léon van Bon       | Laurent Desbiens   | Erik Zabel            | Jens Voigt                | Jan Ullrich                  | Cofidis-Le Crédit par Téléphone | Jens Voigt             | Jacky Durand           |
| 10                 | Rodolfo Massi      | Jan Ullrich        | Erik Zabel            | Rodolfo Massi             | Jan Ullrich                  | Cofidis-Le Crédit par Téléphone | Cédric Vasseur         | Jacky Durand           |
| 11                 | Marco Pantani      | Jan Ullrich        | Erik Zabel            | Rodolfo Massi             | Jan Ullrich                  | Cofidis-Le Crédit par Téléphone | Roland Meier           | Jacky Durand           |
| 12                 | Tom Steels         | Jan Ullrich        | Erik Zabel            | Rodolfo Massi             | Jan Ullrich                  | Cofidis-Le Crédit par Téléphone | Laurent Jalabert       | Jacky Durand           |
| 13                 | Daniele Nardello   | Jan Ullrich        | Erik Zabel            | Rodolfo Massi             | Jan Ullrich                  | Cofidis-Le Crédit par Téléphone | Andrea Tafi            | Jacky Durand           |
| 14                 | Stuart O'Grady     | Jan Ullrich        | Erik Zabel            | Rodolfo Massi             | Jan Ullrich                  | Cofidis-Le Crédit par Téléphone | Giuseppe Calcaterra    | Jacky Durand           |
| 15                 | Marco Pantani      | Marco Pantani      | Erik Zabel            | Rodolfo Massi             | Jan Ullrich                  | Cofidis-Le Crédit par Téléphone | Christophe Rinero      | Jacky Durand           |
| 16                 | Jan Ullrich        | Marco Pantani      | Erik Zabel            | Rodolfo Massi             | Jan Ullrich                  | Cofidis-Le Crédit par Téléphone | Stéphane Heulot        | Jacky Durand           |
| 17                 | —                  | Marco Pantani      | Erik Zabel            | Rodolfo Massi             | Jan Ullrich                  | Cofidis-Le Crédit par Téléphone | non décerné            | Jacky Durand           |
| 18                 | Tom Steels         | Marco Pantani      | Erik Zabel            | Christophe Rinero         | Jan Ullrich                  | Cofidis-Le Crédit par Téléphone | Christophe Mengin      | Jacky Durand           |
| 19                 | Magnus Bäckstedt   | Marco Pantani      | Erik Zabel            | Christophe Rinero         | Jan Ullrich                  | Cofidis-Le Crédit par Téléphone | Jacky Durand           | Jacky Durand           |
| 20                 | Jan Ullrich        | Marco Pantani      | Erik Zabel            | Christophe Rinero         | Jan Ullrich                  | Cofidis-Le Crédit par Téléphone | non décerné            | Jacky Durand           |
| 21                 | Tom Steels         | Marco Pantani      | Erik Zabel            | Christophe Rinero         | Jan Ullrich                  | Cofidis-Le Crédit par Téléphone | Pascal Chanteur        | Jacky Durand           |
| Classements finals | Classements finals | Marco Pantani      | Erik Zabel            | Christophe Rinero         | Jan Ullrich                  | Cofidis-Le Crédit par Téléphone | Jacky Durand           | Jacky Durand           |

1. ↑  Étape neutralisée par les coureurs.

## Liste des coureurs
| Légende                             | Légende                                                                                         | Légende                                | Légende                                                                                                  |
| ----------------------------------- | ----------------------------------------------------------------------------------------------- | -------------------------------------- | --- |
| Num                                 | Dossard de départ porté par le coureur sur ce Tour de France                                    | Pos                                    | Position finale au classement général                                                                    |
| Leader du classement général        | Indique le vainqueur du classement général                                                      | Leader du classement par points        | Indique le vainqueur du classement par points                                                            |
| Leader du classement de la montagne | Indique le vainqueur du classement de la montagne                                               | Leader du classement du meilleur jeune | Indique le vainqueur du classement du meilleur jeune                                                     |
| Meilleure équipe                    | Indique la meilleure équipe                                                                     | Super combatif                         | Indique le super combatif                                                                                |
|                                     | Indique un maillot de champion national ou mondial, suivi de sa spécialité                      | NP                                     | Indique un coureur qui n'a pas pris le départ d'une étape, suivi du numéro de l'étape où il s'est retiré |
| AB                                  | Indique un coureur qui n'a pas terminé une étape, suivi du numéro de l'étape où il s'est retiré | HD                                     | Indique un coureur qui a terminé une étape hors des délais, suivi du numéro de l'étape                   |
| EX                                  | Coureur exclu pour non-respect du règlement, suivi du numéro de l'étape                         | *                                      | Indique un coureur en lice pour le classement du meilleur jeune (coureurs nés après le 1er janvier 1973) |

| Deutsche Telekom ___ | Deutsche Telekom ___     | Deutsche Telekom ___ |
| -------------------- | ------------------------ | -------------------- |
| Num                  | Coureur                  | Pos                  |
| 1                    | Jan Ullrich (GER)        | 2e                   |
| 2                    | Rolf Aldag (GER)         | 43e                  |
| 3                    | Udo Bölts (GER)          | 21e                  |
| 4                    | Francesco Frattini (ITA) | 93e                  |
| 5                    | Christian Henn (GER)     | 80e                  |
| 6                    | Jens Heppner (GER)       | 56e                  |
| 7                    | Bjarne Riis (DEN)        | 11e                  |
| 8                    | Georg Totschnig (AUT)    | 27e                  |
| 9                    | Erik Zabel (GER) (route) | 62e                  |

| Festina-Lotus FES | Festina-Lotus FES              | Festina-Lotus FES |
| ----------------- | ------------------------------ | ----------------- |
| Num               | Coureur                        | Pos               |
| 11                | Richard Virenque (FRA)         | NP-7              |
| 12                | Laurent Brochard (FRA) (route) | NP-7              |
| 13                | Laurent Dufaux (SUI)           | NP-7              |
| 14                | Pascal Hervé (FRA)             | NP-7              |
| 15                | Armin Meier (SUI)              | NP-7              |
| 16                | Christophe Moreau (FRA)        | NP-7              |
| 17                | Didier Rous (FRA)              | NP-7              |
| 18                | Neil Stephens (AUS)            | NP-7              |
| 19                | Alex Zülle (SUI)               | NP-7              |

| Mercatone Uno-Bianchi ___ | Mercatone Uno-Bianchi ___ | Mercatone Uno-Bianchi ___ |
| ------------------------- | ------------------------- | ------------------------- |
| Num                       | Coureur                   | Pos                       |
| 21                        | Marco Pantani (ITA)       | 1er                       |
| 22                        | Sergio Barbero (ITA)      | AB-15                     |
| 23                        | Simone Borgheresi (ITA)   | 52e                       |
| 24                        | Roberto Conti (ITA)       | 60e                       |
| 25                        | Fabiano Fontanelli (ITA)  | 72e                       |
| 26                        | Riccardo Forconi (ITA)    | 46e                       |
| 27                        | Dimitri Konyshev (RUS)    | AB-10                     |
| 28                        | Massimo Podenzana (ITA)   | 37e                       |
| 29                        | Mario Traversoni (ITA)    | 95e                       |

| Mapei-Bricobi MAP | Mapei-Bricobi MAP         | Mapei-Bricobi MAP |
| ----------------- | ------------------------- | ----------------- |
| Num               | Coureur                   | Pos               |
| 31                | Franco Ballerini (ITA)    | AB-16             |
| 32                | Giuseppe Di Grande (ITA)  | 9e                |
| 33                | Bart Leysen (BEL)         | 92e               |
| 34                | Daniele Nardello (ITA)    | 8e                |
| 35                | Wilfried Peeters (BEL)    | 68e               |
| 36                | Tom Steels (BEL) (route)  | 85e               |
| 37                | Ján Svorada (CZE) (route) | AB-16             |
| 38                | Andrea Tafi (ITA) (route) | 42e               |
| 39                | Stefano Zanini (ITA)      | 73e               |

| ONCE ONC | ONCE ONC                       | ONCE ONC |
| -------- | ------------------------------ | -------- |
| Num      | Coureur                        | Pos      |
| 41       | Laurent Jalabert (FRA) (route) | NP-18    |
| 42       | Johan Bruyneel (BEL)           | AB-8     |
| 43       | Rafael Díaz Justo (ESP)        | NP-18    |
| 44       | Herminio Díaz Zabala (ESP)     | NP-18    |
| 45       | Marcelino García (ESP)         | NP-18    |
| 46       | Francisco Javier Mauleón (ESP) | NP-18    |
| 47       | Melchor Mauri (ESP)            | NP-8     |
| 48       | Luis Pérez Rodríguez (ESP)     | NP-18    |
| 49       | José Roberto Sierra (ESP)      | NP-18    |

| Rabobank RAB | Rabobank RAB                  | Rabobank RAB |
| ------------ | ----------------------------- | ------------ |
| Num          | Coureur                       | Pos          |
| 51           | Michael Boogerd (NED) (route) | 5e           |
| 52           | Erik Dekker (NED)             | AB-2         |
| 53           | Maarten den Bakker (NED)      | 33e          |
| 54           | Patrick Jonker (AUS)          | 34e          |
| 55           | Léon van Bon (NED)            | 63e          |
| 56           | Koos Moerenhout (NED)         | 44e          |
| 57           | Robbie McEwen (AUS)           | 89e          |
| 58           | Aart Vierhouten (NED)         | 88e          |
| 59           | Beat Zberg (SUI)              | 40e          |

| Casino ___ | Casino ___                  | Casino ___ |
| ---------- | --------------------------- | ---------- |
| Num        | Coureur                     | Pos        |
| 61         | Bo Hamburger (DEN)          | 15e        |
| 62         | Christophe Agnolutto (FRA)  | 31e        |
| 63         | Stéphane Barthe (FRA)       | AB-18      |
| 64         | Pascal Chanteur (FRA)       | 35e        |
| 65         | Jacky Durand (FRA)          | 65e        |
| 66         | Alberto Elli (ITA)          | 29e        |
| 67         | Jaan Kirsipuu (EST) (route) | AB-10      |
| 68         | Rodolfo Massi (ITA)         | NP-18      |
| 69         | Benoît Salmon (FRA)         | 28e        |

| Banesto BAN | Banesto BAN                      | Banesto BAN |
| ----------- | -------------------------------- | ----------- |
| Num         | Coureur                          | Pos         |
| 71          | Abraham Olano (ESP)              | AB-11       |
| 72          | Marino Alonso (ESP)              | NP-18       |
| 73          | José Luis Arrieta (ESP)          | AB-15       |
| 74          | Manuel Beltrán (ESP)             | NP-18       |
| 75          | José Vicente García Acosta (ESP) | NP-18       |
| 76          | José María Jiménez (ESP)         | AB-16       |
| 77          | Miguel Ángel Peña (ESP)          | NP-18       |
| 78          | Orlando Rodrigues (POR)          | NP-18       |
| 79          | César Solaun (ESP)               | NP-18       |

| Gan C.A | Gan C.A                  | Gan C.A |
| ------- | ------------------------ | ------- |
| Num     | Coureur                  | Pos     |
| 81      | Chris Boardman (GBR)     | AB-3    |
| 82      | Magnus Bäckstedt (SWE)   | 70e     |
| 83      | Frédéric Moncassin (FRA) | AB-10   |
| 84      | Stuart O'Grady (AUS)     | 54e     |
| 85      | Eros Poli (ITA)          | 86e     |
| 86      | Eddy Seigneur (FRA)      | HD-15   |
| 87      | François Simon (FRA)     | 57e     |
| 88      | Cédric Vasseur (FRA)     | 24e     |
| 89      | Jens Voigt (GER)         | 83e     |

| Lotto-Mobistar ___ | Lotto-Mobistar ___       | Lotto-Mobistar ___ |
| ------------------ | ------------------------ | ------------------ |
| Num                | Coureur                  | Pos                |
| 91                 | Laurent Madouas (FRA)    | 22e                |
| 92                 | Peter Farazijn (BEL)     | 19e                |
| 93                 | Joona Laukka (FIN)       | NP-13              |
| 94                 | Andreï Tchmil (BEL)      | NP-16              |
| 95                 | Andrei Teteriouk (KAZ)   | 20e                |
| 96                 | Kurt Van de Wouwer (BEL) | 16e                |
| 97                 | Paul Van Hyfte (BEL)     | 64e                |
| 98                 | Rik Verbrugghe (BEL)     | 69e                |
| 99                 | Geert Verheyen (BEL)     | 23e                |

| TVM-Farm Frites ___ | TVM-Farm Frites ___          | TVM-Farm Frites ___ |
| ------------------- | ---------------------------- | ------------------- |
| Num                 | Coureur                      | Pos                 |
| 101                 | Laurent Roux (FRA)           | NP-10               |
| 102                 | Jeroen Blijlevens (NED)      | AB-18               |
| 103                 | Steven de Jongh (NED)        | NP-19               |
| 104                 | Sergueï Ivanov (RUS) (route) | NP-19               |
| 105                 | Servais Knaven (NED)         | NP-19               |
| 106                 | Lars Michaelsen (DEN)        | HD-11               |
| 107                 | Sergueï Outschakov (UKR)     | NP-19               |
| 108                 | Peter Van Petegem (BEL)      | AB-15               |
| 109                 | Bart Voskamp (NED)           | NP-19               |

| Saeco-Cannondale SAE | Saeco-Cannondale SAE      | Saeco-Cannondale SAE |
| -------------------- | ------------------------- | -------------------- |
| Num                  | Coureur                   | Pos                  |
| 111                  | Mario Cipollini (ITA)     | AB-9                 |
| 112                  | Giuseppe Calcaterra (ITA) | AB-16                |
| 113                  | Massimo Donati (ITA)      | 50e                  |
| 114                  | Gian Matteo Fagnini (ITA) | AB-10                |
| 115                  | Paolo Fornaciari (ITA)    | 90e                  |
| 116                  | Eddy Mazzoleni (ITA)      | 71e                  |
| 117                  | Massimiliano Mori (ITA)   | 91e                  |
| 118                  | Leonardo Piepoli (ITA)    | 14e                  |
| 119                  | Mario Scirea (ITA)        | AB-10                |

| La Française des jeux FDJ | La Française des jeux FDJ | La Française des jeux FDJ |
| ------------------------- | ------------------------- | ------------------------- |
| Num                       | Coureur                   | Pos                       |
| 121                       | Evgueni Berzin (RUS)      | 25e                       |
| 122                       | Franck Bouyer (FRA)       | 94e                       |
| 123                       | Frédéric Guesdon (FRA)    | 67e                       |
| 124                       | Stéphane Heulot (FRA)     | 13e                       |
| 125                       | Xavier Jan (FRA)          | 77e                       |
| 126                       | Emmanuel Magnien (FRA)    | AB-10                     |
| 127                       | Christophe Mengin (FRA)   | 66e                       |
| 128                       | Damien Nazon (FRA)        | 96e                       |
| 129                       | Maximilian Sciandri (GBR) | NP-18                     |

| Cofidis-Le Crédit par Téléphone COF | Cofidis-Le Crédit par Téléphone COF | Cofidis-Le Crédit par Téléphone COF |
| ----------------------------------- | ----------------------------------- | ----------------------------------- |
| Num                                 | Coureur                             | Pos                                 |
| 131                                 | Francesco Casagrande (ITA)          | AB-10                               |
| 132                                 | Laurent Desbiens (FRA)              | 61e                                 |
| 133                                 | Philippe Gaumont (FRA)              | AB-10                               |
| 134                                 | Nicolas Jalabert (FRA)              | 49e                                 |
| 135                                 | Bobby Julich (USA)                  | 3e                                  |
| 136                                 | Massimiliano Lelli (ITA)            | 36e                                 |
| 137                                 | Kevin Livingston (USA)              | 17e                                 |
| 138                                 | Roland Meier (SUI)                  | 7e                                  |
| 139                                 | Christophe Rinero (FRA)             | 4e                                  |

| Polti PLT | Polti PLT               | Polti PLT |
| --------- | ----------------------- | --------- |
| Num       | Coureur                 | Pos       |
| 141       | Luc Leblanc (FRA)       | NP-18     |
| 142       | Rossano Brasi (ITA)     | 82e       |
| 143       | Mirko Crepaldi (ITA)    | 75e       |
| 144       | Fabrizio Guidi (ITA)    | AB-6      |
| 145       | Leonardo Guidi (ITA)    | AB-15     |
| 146       | Jörg Jaksche (GER)      | 18e       |
| 147       | Silvio Martinello (ITA) | NP-6      |
| 148       | Axel Merckx (BEL)       | 10e       |
| 149       | Fabio Sacchi (ITA)      | 47e       |

| Asics-CGA ___ | Asics-CGA ___              | Asics-CGA ___ |
| ------------- | -------------------------- | ------------- |
| Num           | Coureur                    | Pos           |
| 151           | Carlo Marino Bianchi (ITA) | AB-10         |
| 152           | Alessio Bongioni (ITA)     | AB-9          |
| 153           | Diego Ferrari (ITA)        | 76e           |
| 154           | Oscar Pozzi (ITA)          | 32e           |
| 155           | Fabio Roscioli (ITA)       | 79e           |
| 156           | Samuele Schiavina (ITA)    | AB-4          |
| 157           | Alexandr Shefer (KAZ)      | AB-10         |
| 158           | Filippo Simeoni (ITA)      | 55e           |
| 159           | Alain Turicchia (ITA)      | 74e           |

| Vitalicio Seguros VIT | Vitalicio Seguros VIT        | Vitalicio Seguros VIT |
| --------------------- | ---------------------------- | --------------------- |
| Num                   | Coureur                      | Pos                   |
| 161                   | Santiago Blanco (ESP)        | NP-18                 |
| 162                   | Francisco Benítez (ESP)      | NP-18                 |
| 163                   | Hernán Buenahora (COL)       | AB-10                 |
| 164                   | Ángel Casero (ESP) (route)   | NP-18                 |
| 165                   | Andrea Ferrigato (ITA)       | NP-18                 |
| 166                   | David García Marquina (ESP)  | AB-10                 |
| 167                   | Francisco Tomás García (ESP) | AB-5                  |
| 168                   | Prudencio Indurain (ESP)     | NP-18                 |
| 169                   | Oliverio Rincón (COL)        | HD-8                  |

| Kelme-Costa Blanca KEL | Kelme-Costa Blanca KEL           | Kelme-Costa Blanca KEL |
| ---------------------- | -------------------------------- | ---------------------- |
| Num                    | Coureur                          | Pos                    |
| 171                    | Fernando Escartín (ESP)          | NP-18                  |
| 172                    | Francisco Cabello (ESP)          | NP-18                  |
| 173                    | Carlos Alberto Contreras (COL)   | AB-10                  |
| 174                    | Juan José de los Ángeles (ESP)   | AB-15                  |
| 175                    | José Javier Gómez (ESP)          | NP-18                  |
| 176                    | Santos González (ESP)            | NP-18                  |
| 177                    | José Luis Rodríguez García (ESP) | AB-16                  |
| 178                    | Marcos Serrano (ESP)             | NP-18                  |
| 179                    | José Ángel Vidal (ESP)           | NP-18                  |

| US Postal Service USP | US Postal Service USP         | US Postal Service USP |
| --------------------- | ----------------------------- | --------------------- |
| Num                   | Coureur                       | Pos                   |
| 181                   | Jean-Cyril Robin (FRA)        | 6e                    |
| 182                   | Frankie Andreu (USA)          | 58e                   |
| 183                   | Dariusz Baranowski (POL)      | 12e                   |
| 184                   | Pascal Deramé (FRA)           | 84e                   |
| 185                   | Viatcheslav Ekimov (RUS)      | 38e                   |
| 186                   | Tyler Hamilton (USA)          | 51e                   |
| 187                   | George Hincapie (USA) (route) | 53e                   |
| 188                   | Marty Jemison (USA)           | 48e                   |
| 189                   | Peter Meinert-Nielsen (DEN)   | 45e                   |

| Riso Scotti-MG Boys Maglificio ___ | Riso Scotti-MG Boys Maglificio ___ | Riso Scotti-MG Boys Maglificio ___ |
| ---------------------------------- | ---------------------------------- | ---------------------------------- |
| Num                                | Coureur                            | Pos                                |
| 191                                | Fabio Baldato (ITA)                | AB-15                              |
| 192                                | Vladislav Bobrik (RUS)             | AB-11                              |
| 193                                | Ermanno Brignoli (ITA)             | NP-18                              |
| 194                                | Roberto Caruso (ITA)               | AB-10                              |
| 195                                | Stefano Casagranda (ITA)           | AB-10                              |
| 196                                | Federico de Beni (ITA)             | AB-4                               |
| 197                                | Nicola Minali (ITA)                | NP-18                              |
| 198                                | Roberto Pistore (ITA)              | HD-8                               |
| 199                                | Alessandro Spezialetti (ITA)       | NP-18                              |

| BigMat-Auber 93 BIG | BigMat-Auber 93 BIG         | BigMat-Auber 93 BIG |
| ------------------- | --------------------------- | ------------------- |
| Num                 | Coureur                     | Pos                 |
| 201                 | Pascal Lino (FRA)           | 78e                 |
| 202                 | Ludovic Auger (FRA)         | NP-2                |
| 203                 | Philippe Bordenave (FRA)    | 30e                 |
| 204                 | Thierry Bourguignon (FRA)   | 26e                 |
| 205                 | Viatcheslav Djavanian (RUS) | 81e                 |
| 206                 | Thierry Gouvenou (FRA)      | 59e                 |
| 207                 | Lylian Lebreton (FRA)       | 41e                 |
| 208                 | Denis Leproux (FRA)         | 39e                 |
| 209                 | Alexei Sivakov (RUS)        | 87e                 |

| Deutsche Telekom ___ | Deutsche Telekom ___     | Deutsche Telekom ___ |
| -------------------- | ------------------------ | -------------------- |
| Num                  | Coureur                  | Pos                  |
| 1                    | Jan Ullrich (GER)        | 2e                   |
| 2                    | Rolf Aldag (GER)         | 43e                  |
| 3                    | Udo Bölts (GER)          | 21e                  |
| 4                    | Francesco Frattini (ITA) | 93e                  |
| 5                    | Christian Henn (GER)     | 80e                  |
| 6                    | Jens Heppner (GER)       | 56e                  |
| 7                    | Bjarne Riis (DEN)        | 11e                  |
| 8                    | Georg Totschnig (AUT)    | 27e                  |
| 9                    | Erik Zabel (GER) (route) | 62e                  |

| Festina-Lotus FES | Festina-Lotus FES              | Festina-Lotus FES |
| ----------------- | ------------------------------ | ----------------- |
| Num               | Coureur                        | Pos               |
| 11                | Richard Virenque (FRA)         | NP-7              |
| 12                | Laurent Brochard (FRA) (route) | NP-7              |
| 13                | Laurent Dufaux (SUI)           | NP-7              |
| 14                | Pascal Hervé (FRA)             | NP-7              |
| 15                | Armin Meier (SUI)              | NP-7              |
| 16                | Christophe Moreau (FRA)        | NP-7              |
| 17                | Didier Rous (FRA)              | NP-7              |
| 18                | Neil Stephens (AUS)            | NP-7              |
| 19                | Alex Zülle (SUI)               | NP-7              |

| Mercatone Uno-Bianchi ___ | Mercatone Uno-Bianchi ___ | Mercatone Uno-Bianchi ___ |
| ------------------------- | ------------------------- | ------------------------- |
| Num                       | Coureur                   | Pos                       |
| 21                        | Marco Pantani (ITA)       | 1er                       |
| 22                        | Sergio Barbero (ITA)      | AB-15                     |
| 23                        | Simone Borgheresi (ITA)   | 52e                       |
| 24                        | Roberto Conti (ITA)       | 60e                       |
| 25                        | Fabiano Fontanelli (ITA)  | 72e                       |
| 26                        | Riccardo Forconi (ITA)    | 46e                       |
| 27                        | Dimitri Konyshev (RUS)    | AB-10                     |
| 28                        | Massimo Podenzana (ITA)   | 37e                       |
| 29                        | Mario Traversoni (ITA)    | 95e                       |

| Mapei-Bricobi MAP | Mapei-Bricobi MAP         | Mapei-Bricobi MAP |
| ----------------- | ------------------------- | ----------------- |
| Num               | Coureur                   | Pos               |
| 31                | Franco Ballerini (ITA)    | AB-16             |
| 32                | Giuseppe Di Grande (ITA)  | 9e                |
| 33                | Bart Leysen (BEL)         | 92e               |
| 34                | Daniele Nardello (ITA)    | 8e                |
| 35                | Wilfried Peeters (BEL)    | 68e               |
| 36                | Tom Steels (BEL) (route)  | 85e               |
| 37                | Ján Svorada (CZE) (route) | AB-16             |
| 38                | Andrea Tafi (ITA) (route) | 42e               |
| 39                | Stefano Zanini (ITA)      | 73e               |

| ONCE ONC | ONCE ONC                       | ONCE ONC |
| -------- | ------------------------------ | -------- |
| Num      | Coureur                        | Pos      |
| 41       | Laurent Jalabert (FRA) (route) | NP-18    |
| 42       | Johan Bruyneel (BEL)           | AB-8     |
| 43       | Rafael Díaz Justo (ESP)        | NP-18    |
| 44       | Herminio Díaz Zabala (ESP)     | NP-18    |
| 45       | Marcelino García (ESP)         | NP-18    |
| 46       | Francisco Javier Mauleón (ESP) | NP-18    |
| 47       | Melchor Mauri (ESP)            | NP-8     |
| 48       | Luis Pérez Rodríguez (ESP)     | NP-18    |
| 49       | José Roberto Sierra (ESP)      | NP-18    |

| Rabobank RAB | Rabobank RAB                  | Rabobank RAB |
| ------------ | ----------------------------- | ------------ |
| Num          | Coureur                       | Pos          |
| 51           | Michael Boogerd (NED) (route) | 5e           |
| 52           | Erik Dekker (NED)             | AB-2         |
| 53           | Maarten den Bakker (NED)      | 33e          |
| 54           | Patrick Jonker (AUS)          | 34e          |
| 55           | Léon van Bon (NED)            | 63e          |
| 56           | Koos Moerenhout (NED)         | 44e          |
| 57           | Robbie McEwen (AUS)           | 89e          |
| 58           | Aart Vierhouten (NED)         | 88e          |
| 59           | Beat Zberg (SUI)              | 40e          |

| Casino ___ | Casino ___                  | Casino ___ |
| ---------- | --------------------------- | ---------- |
| Num        | Coureur                     | Pos        |
| 61         | Bo Hamburger (DEN)          | 15e        |
| 62         | Christophe Agnolutto (FRA)  | 31e        |
| 63         | Stéphane Barthe (FRA)       | AB-18      |
| 64         | Pascal Chanteur (FRA)       | 35e        |
| 65         | Jacky Durand (FRA)          | 65e        |
| 66         | Alberto Elli (ITA)          | 29e        |
| 67         | Jaan Kirsipuu (EST) (route) | AB-10      |
| 68         | Rodolfo Massi (ITA)         | NP-18      |
| 69         | Benoît Salmon (FRA)         | 28e        |

| Banesto BAN | Banesto BAN                      | Banesto BAN |
| ----------- | -------------------------------- | ----------- |
| Num         | Coureur                          | Pos         |
| 71          | Abraham Olano (ESP)              | AB-11       |
| 72          | Marino Alonso (ESP)              | NP-18       |
| 73          | José Luis Arrieta (ESP)          | AB-15       |
| 74          | Manuel Beltrán (ESP)             | NP-18       |
| 75          | José Vicente García Acosta (ESP) | NP-18       |
| 76          | José María Jiménez (ESP)         | AB-16       |
| 77          | Miguel Ángel Peña (ESP)          | NP-18       |
| 78          | Orlando Rodrigues (POR)          | NP-18       |
| 79          | César Solaun (ESP)               | NP-18       |

| Gan C.A | Gan C.A                  | Gan C.A |
| ------- | ------------------------ | ------- |
| Num     | Coureur                  | Pos     |
| 81      | Chris Boardman (GBR)     | AB-3    |
| 82      | Magnus Bäckstedt (SWE)   | 70e     |
| 83      | Frédéric Moncassin (FRA) | AB-10   |
| 84      | Stuart O'Grady (AUS)     | 54e     |
| 85      | Eros Poli (ITA)          | 86e     |
| 86      | Eddy Seigneur (FRA)      | HD-15   |
| 87      | François Simon (FRA)     | 57e     |
| 88      | Cédric Vasseur (FRA)     | 24e     |
| 89      | Jens Voigt (GER)         | 83e     |

| Lotto-Mobistar ___ | Lotto-Mobistar ___       | Lotto-Mobistar ___ |
| ------------------ | ------------------------ | ------------------ |
| Num                | Coureur                  | Pos                |
| 91                 | Laurent Madouas (FRA)    | 22e                |
| 92                 | Peter Farazijn (BEL)     | 19e                |
| 93                 | Joona Laukka (FIN)       | NP-13              |
| 94                 | Andreï Tchmil (BEL)      | NP-16              |
| 95                 | Andrei Teteriouk (KAZ)   | 20e                |
| 96                 | Kurt Van de Wouwer (BEL) | 16e                |
| 97                 | Paul Van Hyfte (BEL)     | 64e                |
| 98                 | Rik Verbrugghe (BEL)     | 69e                |
| 99                 | Geert Verheyen (BEL)     | 23e                |

| TVM-Farm Frites ___ | TVM-Farm Frites ___          | TVM-Farm Frites ___ |
| ------------------- | ---------------------------- | ------------------- |
| Num                 | Coureur                      | Pos                 |
| 101                 | Laurent Roux (FRA)           | NP-10               |
| 102                 | Jeroen Blijlevens (NED)      | AB-18               |
| 103                 | Steven de Jongh (NED)        | NP-19               |
| 104                 | Sergueï Ivanov (RUS) (route) | NP-19               |
| 105                 | Servais Knaven (NED)         | NP-19               |
| 106                 | Lars Michaelsen (DEN)        | HD-11               |
| 107                 | Sergueï Outschakov (UKR)     | NP-19               |
| 108                 | Peter Van Petegem (BEL)      | AB-15               |
| 109                 | Bart Voskamp (NED)           | NP-19               |

| Saeco-Cannondale SAE | Saeco-Cannondale SAE      | Saeco-Cannondale SAE |
| -------------------- | ------------------------- | -------------------- |
| Num                  | Coureur                   | Pos                  |
| 111                  | Mario Cipollini (ITA)     | AB-9                 |
| 112                  | Giuseppe Calcaterra (ITA) | AB-16                |
| 113                  | Massimo Donati (ITA)      | 50e                  |
| 114                  | Gian Matteo Fagnini (ITA) | AB-10                |
| 115                  | Paolo Fornaciari (ITA)    | 90e                  |
| 116                  | Eddy Mazzoleni (ITA)      | 71e                  |
| 117                  | Massimiliano Mori (ITA)   | 91e                  |
| 118                  | Leonardo Piepoli (ITA)    | 14e                  |
| 119                  | Mario Scirea (ITA)        | AB-10                |

| La Française des jeux FDJ | La Française des jeux FDJ | La Française des jeux FDJ |
| ------------------------- | ------------------------- | ------------------------- |
| Num                       | Coureur                   | Pos                       |
| 121                       | Evgueni Berzin (RUS)      | 25e                       |
| 122                       | Franck Bouyer (FRA)       | 94e                       |
| 123                       | Frédéric Guesdon (FRA)    | 67e                       |
| 124                       | Stéphane Heulot (FRA)     | 13e                       |
| 125                       | Xavier Jan (FRA)          | 77e                       |
| 126                       | Emmanuel Magnien (FRA)    | AB-10                     |
| 127                       | Christophe Mengin (FRA)   | 66e                       |
| 128                       | Damien Nazon (FRA)        | 96e                       |
| 129                       | Maximilian Sciandri (GBR) | NP-18                     |

| Cofidis-Le Crédit par Téléphone COF | Cofidis-Le Crédit par Téléphone COF | Cofidis-Le Crédit par Téléphone COF |
| ----------------------------------- | ----------------------------------- | ----------------------------------- |
| Num                                 | Coureur                             | Pos                                 |
| 131                                 | Francesco Casagrande (ITA)          | AB-10                               |
| 132                                 | Laurent Desbiens (FRA)              | 61e                                 |
| 133                                 | Philippe Gaumont (FRA)              | AB-10                               |
| 134                                 | Nicolas Jalabert (FRA)              | 49e                                 |
| 135                                 | Bobby Julich (USA)                  | 3e                                  |
| 136                                 | Massimiliano Lelli (ITA)            | 36e                                 |
| 137                                 | Kevin Livingston (USA)              | 17e                                 |
| 138                                 | Roland Meier (SUI)                  | 7e                                  |
| 139                                 | Christophe Rinero (FRA)             | 4e                                  |

| Polti PLT | Polti PLT               | Polti PLT |
| --------- | ----------------------- | --------- |
| Num       | Coureur                 | Pos       |
| 141       | Luc Leblanc (FRA)       | NP-18     |
| 142       | Rossano Brasi (ITA)     | 82e       |
| 143       | Mirko Crepaldi (ITA)    | 75e       |
| 144       | Fabrizio Guidi (ITA)    | AB-6      |
| 145       | Leonardo Guidi (ITA)    | AB-15     |
| 146       | Jörg Jaksche (GER)      | 18e       |
| 147       | Silvio Martinello (ITA) | NP-6      |
| 148       | Axel Merckx (BEL)       | 10e       |
| 149       | Fabio Sacchi (ITA)      | 47e       |

| Asics-CGA ___ | Asics-CGA ___              | Asics-CGA ___ |
| ------------- | -------------------------- | ------------- |
| Num           | Coureur                    | Pos           |
| 151           | Carlo Marino Bianchi (ITA) | AB-10         |
| 152           | Alessio Bongioni (ITA)     | AB-9          |
| 153           | Diego Ferrari (ITA)        | 76e           |
| 154           | Oscar Pozzi (ITA)          | 32e           |
| 155           | Fabio Roscioli (ITA)       | 79e           |
| 156           | Samuele Schiavina (ITA)    | AB-4          |
| 157           | Alexandr Shefer (KAZ)      | AB-10         |
| 158           | Filippo Simeoni (ITA)      | 55e           |
| 159           | Alain Turicchia (ITA)      | 74e           |

| Vitalicio Seguros VIT | Vitalicio Seguros VIT        | Vitalicio Seguros VIT |
| --------------------- | ---------------------------- | --------------------- |
| Num                   | Coureur                      | Pos                   |
| 161                   | Santiago Blanco (ESP)        | NP-18                 |
| 162                   | Francisco Benítez (ESP)      | NP-18                 |
| 163                   | Hernán Buenahora (COL)       | AB-10                 |
| 164                   | Ángel Casero (ESP) (route)   | NP-18                 |
| 165                   | Andrea Ferrigato (ITA)       | NP-18                 |
| 166                   | David García Marquina (ESP)  | AB-10                 |
| 167                   | Francisco Tomás García (ESP) | AB-5                  |
| 168                   | Prudencio Indurain (ESP)     | NP-18                 |
| 169                   | Oliverio Rincón (COL)        | HD-8                  |

| Kelme-Costa Blanca KEL | Kelme-Costa Blanca KEL           | Kelme-Costa Blanca KEL |
| ---------------------- | -------------------------------- | ---------------------- |
| Num                    | Coureur                          | Pos                    |
| 171                    | Fernando Escartín (ESP)          | NP-18                  |
| 172                    | Francisco Cabello (ESP)          | NP-18                  |
| 173                    | Carlos Alberto Contreras (COL)   | AB-10                  |
| 174                    | Juan José de los Ángeles (ESP)   | AB-15                  |
| 175                    | José Javier Gómez (ESP)          | NP-18                  |
| 176                    | Santos González (ESP)            | NP-18                  |
| 177                    | José Luis Rodríguez García (ESP) | AB-16                  |
| 178                    | Marcos Serrano (ESP)             | NP-18                  |
| 179                    | José Ángel Vidal (ESP)           | NP-18                  |

| US Postal Service USP | US Postal Service USP         | US Postal Service USP |
| --------------------- | ----------------------------- | --------------------- |
| Num                   | Coureur                       | Pos                   |
| 181                   | Jean-Cyril Robin (FRA)        | 6e                    |
| 182                   | Frankie Andreu (USA)          | 58e                   |
| 183                   | Dariusz Baranowski (POL)      | 12e                   |
| 184                   | Pascal Deramé (FRA)           | 84e                   |
| 185                   | Viatcheslav Ekimov (RUS)      | 38e                   |
| 186                   | Tyler Hamilton (USA)          | 51e                   |
| 187                   | George Hincapie (USA) (route) | 53e                   |
| 188                   | Marty Jemison (USA)           | 48e                   |
| 189                   | Peter Meinert-Nielsen (DEN)   | 45e                   |

| Riso Scotti-MG Boys Maglificio ___ | Riso Scotti-MG Boys Maglificio ___ | Riso Scotti-MG Boys Maglificio ___ |
| ---------------------------------- | ---------------------------------- | ---------------------------------- |
| Num                                | Coureur                            | Pos                                |
| 191                                | Fabio Baldato (ITA)                | AB-15                              |
| 192                                | Vladislav Bobrik (RUS)             | AB-11                              |
| 193                                | Ermanno Brignoli (ITA)             | NP-18                              |
| 194                                | Roberto Caruso (ITA)               | AB-10                              |
| 195                                | Stefano Casagranda (ITA)           | AB-10                              |
| 196                                | Federico de Beni (ITA)             | AB-4                               |
| 197                                | Nicola Minali (ITA)                | NP-18                              |
| 198                                | Roberto Pistore (ITA)              | HD-8                               |
| 199                                | Alessandro Spezialetti (ITA)       | NP-18                              |

| BigMat-Auber 93 BIG | BigMat-Auber 93 BIG         | BigMat-Auber 93 BIG |
| ------------------- | --------------------------- | ------------------- |
| Num                 | Coureur                     | Pos                 |
| 201                 | Pascal Lino (FRA)           | 78e                 |
| 202                 | Ludovic Auger (FRA)         | NP-2                |
| 203                 | Philippe Bordenave (FRA)    | 30e                 |
| 204                 | Thierry Bourguignon (FRA)   | 26e                 |
| 205                 | Viatcheslav Djavanian (RUS) | 81e                 |
| 206                 | Thierry Gouvenou (FRA)      | 59e                 |
| 207                 | Lylian Lebreton (FRA)       | 41e                 |
| 208                 | Denis Leproux (FRA)         | 39e                 |
| 209                 | Alexei Sivakov (RUS)        | 87e                 |